# Nevadnoucí partie
Nevadnoucí partie („evergreen game“) je šachová partie považovaná za nezapomenutelný klenot šachové historie. Byla sehrána mezi Adolfem Anderssenem a Jeanem Dufresnem v Berlíně roku 1852.
První mistr světa Wilhelm Steinitz ji později označil jako „Anderssenův věčně zelený vavřínový věnec“. Jiné zdroje uvádějí, že ji nazval „Nevadnoucí květ ve vavřínovém věnci“.

## Partie Anderssen–Dufresne
Hrála se mezi Adolfem Anderssenem a Jeanem Dufresnem, populárním autorem šachových publikací, v Berlíně roku 1852 a byla neformálním střetnutím.

### Anotace tahů
Bílý: Adolf Anderssen
Černý: Jean Dufresne
Zahájení: Evansův gambit C52
|   | a | b | c | d | e | f | g | h |   |
| 8 | a8 černý věž · c8 černý střelec · d8 černý dáma · e8 černý král · g8 černý jezdec · h8 černý věž · a7 černý pěšec · b7 černý pěšec · c7 černý pěšec · d7 černý pěšec · f7 černý pěšec · g7 černý pěšec · h7 černý pěšec · c6 černý jezdec · a5 černý střelec · c4 bílý střelec · e4 bílý pěšec · c3 bílý pěšec · d3 černý pěšec · f3 bílý jezdec · a2 bílý pěšec · f2 bílý pěšec · g2 bílý pěšec · h2 bílý pěšec · a1 bílý věž · b1 bílý jezdec · c1 bílý střelec · d1 bílý dáma · f1 bílý věž · g1 bílý král | a8 černý věž · c8 černý střelec · d8 černý dáma · e8 černý král · g8 černý jezdec · h8 černý věž · a7 černý pěšec · b7 černý pěšec · c7 černý pěšec · d7 černý pěšec · f7 černý pěšec · g7 černý pěšec · h7 černý pěšec · c6 černý jezdec · a5 černý střelec · c4 bílý střelec · e4 bílý pěšec · c3 bílý pěšec · d3 černý pěšec · f3 bílý jezdec · a2 bílý pěšec · f2 bílý pěšec · g2 bílý pěšec · h2 bílý pěšec · a1 bílý věž · b1 bílý jezdec · c1 bílý střelec · d1 bílý dáma · f1 bílý věž · g1 bílý král | a8 černý věž · c8 černý střelec · d8 černý dáma · e8 černý král · g8 černý jezdec · h8 černý věž · a7 černý pěšec · b7 černý pěšec · c7 černý pěšec · d7 černý pěšec · f7 černý pěšec · g7 černý pěšec · h7 černý pěšec · c6 černý jezdec · a5 černý střelec · c4 bílý střelec · e4 bílý pěšec · c3 bílý pěšec · d3 černý pěšec · f3 bílý jezdec · a2 bílý pěšec · f2 bílý pěšec · g2 bílý pěšec · h2 bílý pěšec · a1 bílý věž · b1 bílý jezdec · c1 bílý střelec · d1 bílý dáma · f1 bílý věž · g1 bílý král | a8 černý věž · c8 černý střelec · d8 černý dáma · e8 černý král · g8 černý jezdec · h8 černý věž · a7 černý pěšec · b7 černý pěšec · c7 černý pěšec · d7 černý pěšec · f7 černý pěšec · g7 černý pěšec · h7 černý pěšec · c6 černý jezdec · a5 černý střelec · c4 bílý střelec · e4 bílý pěšec · c3 bílý pěšec · d3 černý pěšec · f3 bílý jezdec · a2 bílý pěšec · f2 bílý pěšec · g2 bílý pěšec · h2 bílý pěšec · a1 bílý věž · b1 bílý jezdec · c1 bílý střelec · d1 bílý dáma · f1 bílý věž · g1 bílý král | a8 černý věž · c8 černý střelec · d8 černý dáma · e8 černý král · g8 černý jezdec · h8 černý věž · a7 černý pěšec · b7 černý pěšec · c7 černý pěšec · d7 černý pěšec · f7 černý pěšec · g7 černý pěšec · h7 černý pěšec · c6 černý jezdec · a5 černý střelec · c4 bílý střelec · e4 bílý pěšec · c3 bílý pěšec · d3 černý pěšec · f3 bílý jezdec · a2 bílý pěšec · f2 bílý pěšec · g2 bílý pěšec · h2 bílý pěšec · a1 bílý věž · b1 bílý jezdec · c1 bílý střelec · d1 bílý dáma · f1 bílý věž · g1 bílý král | a8 černý věž · c8 černý střelec · d8 černý dáma · e8 černý král · g8 černý jezdec · h8 černý věž · a7 černý pěšec · b7 černý pěšec · c7 černý pěšec · d7 černý pěšec · f7 černý pěšec · g7 černý pěšec · h7 černý pěšec · c6 černý jezdec · a5 černý střelec · c4 bílý střelec · e4 bílý pěšec · c3 bílý pěšec · d3 černý pěšec · f3 bílý jezdec · a2 bílý pěšec · f2 bílý pěšec · g2 bílý pěšec · h2 bílý pěšec · a1 bílý věž · b1 bílý jezdec · c1 bílý střelec · d1 bílý dáma · f1 bílý věž · g1 bílý král | a8 černý věž · c8 černý střelec · d8 černý dáma · e8 černý král · g8 černý jezdec · h8 černý věž · a7 černý pěšec · b7 černý pěšec · c7 černý pěšec · d7 černý pěšec · f7 černý pěšec · g7 černý pěšec · h7 černý pěšec · c6 černý jezdec · a5 černý střelec · c4 bílý střelec · e4 bílý pěšec · c3 bílý pěšec · d3 černý pěšec · f3 bílý jezdec · a2 bílý pěšec · f2 bílý pěšec · g2 bílý pěšec · h2 bílý pěšec · a1 bílý věž · b1 bílý jezdec · c1 bílý střelec · d1 bílý dáma · f1 bílý věž · g1 bílý král | a8 černý věž · c8 černý střelec · d8 černý dáma · e8 černý král · g8 černý jezdec · h8 černý věž · a7 černý pěšec · b7 černý pěšec · c7 černý pěšec · d7 černý pěšec · f7 černý pěšec · g7 černý pěšec · h7 černý pěšec · c6 černý jezdec · a5 černý střelec · c4 bílý střelec · e4 bílý pěšec · c3 bílý pěšec · d3 černý pěšec · f3 bílý jezdec · a2 bílý pěšec · f2 bílý pěšec · g2 bílý pěšec · h2 bílý pěšec · a1 bílý věž · b1 bílý jezdec · c1 bílý střelec · d1 bílý dáma · f1 bílý věž · g1 bílý král | 8 |
| 7 | a8 černý věž · c8 černý střelec · d8 černý dáma · e8 černý král · g8 černý jezdec · h8 černý věž · a7 černý pěšec · b7 černý pěšec · c7 černý pěšec · d7 černý pěšec · f7 černý pěšec · g7 černý pěšec · h7 černý pěšec · c6 černý jezdec · a5 černý střelec · c4 bílý střelec · e4 bílý pěšec · c3 bílý pěšec · d3 černý pěšec · f3 bílý jezdec · a2 bílý pěšec · f2 bílý pěšec · g2 bílý pěšec · h2 bílý pěšec · a1 bílý věž · b1 bílý jezdec · c1 bílý střelec · d1 bílý dáma · f1 bílý věž · g1 bílý král | a8 černý věž · c8 černý střelec · d8 černý dáma · e8 černý král · g8 černý jezdec · h8 černý věž · a7 černý pěšec · b7 černý pěšec · c7 černý pěšec · d7 černý pěšec · f7 černý pěšec · g7 černý pěšec · h7 černý pěšec · c6 černý jezdec · a5 černý střelec · c4 bílý střelec · e4 bílý pěšec · c3 bílý pěšec · d3 černý pěšec · f3 bílý jezdec · a2 bílý pěšec · f2 bílý pěšec · g2 bílý pěšec · h2 bílý pěšec · a1 bílý věž · b1 bílý jezdec · c1 bílý střelec · d1 bílý dáma · f1 bílý věž · g1 bílý král | a8 černý věž · c8 černý střelec · d8 černý dáma · e8 černý král · g8 černý jezdec · h8 černý věž · a7 černý pěšec · b7 černý pěšec · c7 černý pěšec · d7 černý pěšec · f7 černý pěšec · g7 černý pěšec · h7 černý pěšec · c6 černý jezdec · a5 černý střelec · c4 bílý střelec · e4 bílý pěšec · c3 bílý pěšec · d3 černý pěšec · f3 bílý jezdec · a2 bílý pěšec · f2 bílý pěšec · g2 bílý pěšec · h2 bílý pěšec · a1 bílý věž · b1 bílý jezdec · c1 bílý střelec · d1 bílý dáma · f1 bílý věž · g1 bílý král | a8 černý věž · c8 černý střelec · d8 černý dáma · e8 černý král · g8 černý jezdec · h8 černý věž · a7 černý pěšec · b7 černý pěšec · c7 černý pěšec · d7 černý pěšec · f7 černý pěšec · g7 černý pěšec · h7 černý pěšec · c6 černý jezdec · a5 černý střelec · c4 bílý střelec · e4 bílý pěšec · c3 bílý pěšec · d3 černý pěšec · f3 bílý jezdec · a2 bílý pěšec · f2 bílý pěšec · g2 bílý pěšec · h2 bílý pěšec · a1 bílý věž · b1 bílý jezdec · c1 bílý střelec · d1 bílý dáma · f1 bílý věž · g1 bílý král | a8 černý věž · c8 černý střelec · d8 černý dáma · e8 černý král · g8 černý jezdec · h8 černý věž · a7 černý pěšec · b7 černý pěšec · c7 černý pěšec · d7 černý pěšec · f7 černý pěšec · g7 černý pěšec · h7 černý pěšec · c6 černý jezdec · a5 černý střelec · c4 bílý střelec · e4 bílý pěšec · c3 bílý pěšec · d3 černý pěšec · f3 bílý jezdec · a2 bílý pěšec · f2 bílý pěšec · g2 bílý pěšec · h2 bílý pěšec · a1 bílý věž · b1 bílý jezdec · c1 bílý střelec · d1 bílý dáma · f1 bílý věž · g1 bílý král | a8 černý věž · c8 černý střelec · d8 černý dáma · e8 černý král · g8 černý jezdec · h8 černý věž · a7 černý pěšec · b7 černý pěšec · c7 černý pěšec · d7 černý pěšec · f7 černý pěšec · g7 černý pěšec · h7 černý pěšec · c6 černý jezdec · a5 černý střelec · c4 bílý střelec · e4 bílý pěšec · c3 bílý pěšec · d3 černý pěšec · f3 bílý jezdec · a2 bílý pěšec · f2 bílý pěšec · g2 bílý pěšec · h2 bílý pěšec · a1 bílý věž · b1 bílý jezdec · c1 bílý střelec · d1 bílý dáma · f1 bílý věž · g1 bílý král | a8 černý věž · c8 černý střelec · d8 černý dáma · e8 černý král · g8 černý jezdec · h8 černý věž · a7 černý pěšec · b7 černý pěšec · c7 černý pěšec · d7 černý pěšec · f7 černý pěšec · g7 černý pěšec · h7 černý pěšec · c6 černý jezdec · a5 černý střelec · c4 bílý střelec · e4 bílý pěšec · c3 bílý pěšec · d3 černý pěšec · f3 bílý jezdec · a2 bílý pěšec · f2 bílý pěšec · g2 bílý pěšec · h2 bílý pěšec · a1 bílý věž · b1 bílý jezdec · c1 bílý střelec · d1 bílý dáma · f1 bílý věž · g1 bílý král | a8 černý věž · c8 černý střelec · d8 černý dáma · e8 černý král · g8 černý jezdec · h8 černý věž · a7 černý pěšec · b7 černý pěšec · c7 černý pěšec · d7 černý pěšec · f7 černý pěšec · g7 černý pěšec · h7 černý pěšec · c6 černý jezdec · a5 černý střelec · c4 bílý střelec · e4 bílý pěšec · c3 bílý pěšec · d3 černý pěšec · f3 bílý jezdec · a2 bílý pěšec · f2 bílý pěšec · g2 bílý pěšec · h2 bílý pěšec · a1 bílý věž · b1 bílý jezdec · c1 bílý střelec · d1 bílý dáma · f1 bílý věž · g1 bílý král | 7 |
| 6 | a8 černý věž · c8 černý střelec · d8 černý dáma · e8 černý král · g8 černý jezdec · h8 černý věž · a7 černý pěšec · b7 černý pěšec · c7 černý pěšec · d7 černý pěšec · f7 černý pěšec · g7 černý pěšec · h7 černý pěšec · c6 černý jezdec · a5 černý střelec · c4 bílý střelec · e4 bílý pěšec · c3 bílý pěšec · d3 černý pěšec · f3 bílý jezdec · a2 bílý pěšec · f2 bílý pěšec · g2 bílý pěšec · h2 bílý pěšec · a1 bílý věž · b1 bílý jezdec · c1 bílý střelec · d1 bílý dáma · f1 bílý věž · g1 bílý král | a8 černý věž · c8 černý střelec · d8 černý dáma · e8 černý král · g8 černý jezdec · h8 černý věž · a7 černý pěšec · b7 černý pěšec · c7 černý pěšec · d7 černý pěšec · f7 černý pěšec · g7 černý pěšec · h7 černý pěšec · c6 černý jezdec · a5 černý střelec · c4 bílý střelec · e4 bílý pěšec · c3 bílý pěšec · d3 černý pěšec · f3 bílý jezdec · a2 bílý pěšec · f2 bílý pěšec · g2 bílý pěšec · h2 bílý pěšec · a1 bílý věž · b1 bílý jezdec · c1 bílý střelec · d1 bílý dáma · f1 bílý věž · g1 bílý král | a8 černý věž · c8 černý střelec · d8 černý dáma · e8 černý král · g8 černý jezdec · h8 černý věž · a7 černý pěšec · b7 černý pěšec · c7 černý pěšec · d7 černý pěšec · f7 černý pěšec · g7 černý pěšec · h7 černý pěšec · c6 černý jezdec · a5 černý střelec · c4 bílý střelec · e4 bílý pěšec · c3 bílý pěšec · d3 černý pěšec · f3 bílý jezdec · a2 bílý pěšec · f2 bílý pěšec · g2 bílý pěšec · h2 bílý pěšec · a1 bílý věž · b1 bílý jezdec · c1 bílý střelec · d1 bílý dáma · f1 bílý věž · g1 bílý král | a8 černý věž · c8 černý střelec · d8 černý dáma · e8 černý král · g8 černý jezdec · h8 černý věž · a7 černý pěšec · b7 černý pěšec · c7 černý pěšec · d7 černý pěšec · f7 černý pěšec · g7 černý pěšec · h7 černý pěšec · c6 černý jezdec · a5 černý střelec · c4 bílý střelec · e4 bílý pěšec · c3 bílý pěšec · d3 černý pěšec · f3 bílý jezdec · a2 bílý pěšec · f2 bílý pěšec · g2 bílý pěšec · h2 bílý pěšec · a1 bílý věž · b1 bílý jezdec · c1 bílý střelec · d1 bílý dáma · f1 bílý věž · g1 bílý král | a8 černý věž · c8 černý střelec · d8 černý dáma · e8 černý král · g8 černý jezdec · h8 černý věž · a7 černý pěšec · b7 černý pěšec · c7 černý pěšec · d7 černý pěšec · f7 černý pěšec · g7 černý pěšec · h7 černý pěšec · c6 černý jezdec · a5 černý střelec · c4 bílý střelec · e4 bílý pěšec · c3 bílý pěšec · d3 černý pěšec · f3 bílý jezdec · a2 bílý pěšec · f2 bílý pěšec · g2 bílý pěšec · h2 bílý pěšec · a1 bílý věž · b1 bílý jezdec · c1 bílý střelec · d1 bílý dáma · f1 bílý věž · g1 bílý král | a8 černý věž · c8 černý střelec · d8 černý dáma · e8 černý král · g8 černý jezdec · h8 černý věž · a7 černý pěšec · b7 černý pěšec · c7 černý pěšec · d7 černý pěšec · f7 černý pěšec · g7 černý pěšec · h7 černý pěšec · c6 černý jezdec · a5 černý střelec · c4 bílý střelec · e4 bílý pěšec · c3 bílý pěšec · d3 černý pěšec · f3 bílý jezdec · a2 bílý pěšec · f2 bílý pěšec · g2 bílý pěšec · h2 bílý pěšec · a1 bílý věž · b1 bílý jezdec · c1 bílý střelec · d1 bílý dáma · f1 bílý věž · g1 bílý král | a8 černý věž · c8 černý střelec · d8 černý dáma · e8 černý král · g8 černý jezdec · h8 černý věž · a7 černý pěšec · b7 černý pěšec · c7 černý pěšec · d7 černý pěšec · f7 černý pěšec · g7 černý pěšec · h7 černý pěšec · c6 černý jezdec · a5 černý střelec · c4 bílý střelec · e4 bílý pěšec · c3 bílý pěšec · d3 černý pěšec · f3 bílý jezdec · a2 bílý pěšec · f2 bílý pěšec · g2 bílý pěšec · h2 bílý pěšec · a1 bílý věž · b1 bílý jezdec · c1 bílý střelec · d1 bílý dáma · f1 bílý věž · g1 bílý král | a8 černý věž · c8 černý střelec · d8 černý dáma · e8 černý král · g8 černý jezdec · h8 černý věž · a7 černý pěšec · b7 černý pěšec · c7 černý pěšec · d7 černý pěšec · f7 černý pěšec · g7 černý pěšec · h7 černý pěšec · c6 černý jezdec · a5 černý střelec · c4 bílý střelec · e4 bílý pěšec · c3 bílý pěšec · d3 černý pěšec · f3 bílý jezdec · a2 bílý pěšec · f2 bílý pěšec · g2 bílý pěšec · h2 bílý pěšec · a1 bílý věž · b1 bílý jezdec · c1 bílý střelec · d1 bílý dáma · f1 bílý věž · g1 bílý král | 6 |
| 5 | a8 černý věž · c8 černý střelec · d8 černý dáma · e8 černý král · g8 černý jezdec · h8 černý věž · a7 černý pěšec · b7 černý pěšec · c7 černý pěšec · d7 černý pěšec · f7 černý pěšec · g7 černý pěšec · h7 černý pěšec · c6 černý jezdec · a5 černý střelec · c4 bílý střelec · e4 bílý pěšec · c3 bílý pěšec · d3 černý pěšec · f3 bílý jezdec · a2 bílý pěšec · f2 bílý pěšec · g2 bílý pěšec · h2 bílý pěšec · a1 bílý věž · b1 bílý jezdec · c1 bílý střelec · d1 bílý dáma · f1 bílý věž · g1 bílý král | a8 černý věž · c8 černý střelec · d8 černý dáma · e8 černý král · g8 černý jezdec · h8 černý věž · a7 černý pěšec · b7 černý pěšec · c7 černý pěšec · d7 černý pěšec · f7 černý pěšec · g7 černý pěšec · h7 černý pěšec · c6 černý jezdec · a5 černý střelec · c4 bílý střelec · e4 bílý pěšec · c3 bílý pěšec · d3 černý pěšec · f3 bílý jezdec · a2 bílý pěšec · f2 bílý pěšec · g2 bílý pěšec · h2 bílý pěšec · a1 bílý věž · b1 bílý jezdec · c1 bílý střelec · d1 bílý dáma · f1 bílý věž · g1 bílý král | a8 černý věž · c8 černý střelec · d8 černý dáma · e8 černý král · g8 černý jezdec · h8 černý věž · a7 černý pěšec · b7 černý pěšec · c7 černý pěšec · d7 černý pěšec · f7 černý pěšec · g7 černý pěšec · h7 černý pěšec · c6 černý jezdec · a5 černý střelec · c4 bílý střelec · e4 bílý pěšec · c3 bílý pěšec · d3 černý pěšec · f3 bílý jezdec · a2 bílý pěšec · f2 bílý pěšec · g2 bílý pěšec · h2 bílý pěšec · a1 bílý věž · b1 bílý jezdec · c1 bílý střelec · d1 bílý dáma · f1 bílý věž · g1 bílý král | a8 černý věž · c8 černý střelec · d8 černý dáma · e8 černý král · g8 černý jezdec · h8 černý věž · a7 černý pěšec · b7 černý pěšec · c7 černý pěšec · d7 černý pěšec · f7 černý pěšec · g7 černý pěšec · h7 černý pěšec · c6 černý jezdec · a5 černý střelec · c4 bílý střelec · e4 bílý pěšec · c3 bílý pěšec · d3 černý pěšec · f3 bílý jezdec · a2 bílý pěšec · f2 bílý pěšec · g2 bílý pěšec · h2 bílý pěšec · a1 bílý věž · b1 bílý jezdec · c1 bílý střelec · d1 bílý dáma · f1 bílý věž · g1 bílý král | a8 černý věž · c8 černý střelec · d8 černý dáma · e8 černý král · g8 černý jezdec · h8 černý věž · a7 černý pěšec · b7 černý pěšec · c7 černý pěšec · d7 černý pěšec · f7 černý pěšec · g7 černý pěšec · h7 černý pěšec · c6 černý jezdec · a5 černý střelec · c4 bílý střelec · e4 bílý pěšec · c3 bílý pěšec · d3 černý pěšec · f3 bílý jezdec · a2 bílý pěšec · f2 bílý pěšec · g2 bílý pěšec · h2 bílý pěšec · a1 bílý věž · b1 bílý jezdec · c1 bílý střelec · d1 bílý dáma · f1 bílý věž · g1 bílý král | a8 černý věž · c8 černý střelec · d8 černý dáma · e8 černý král · g8 černý jezdec · h8 černý věž · a7 černý pěšec · b7 černý pěšec · c7 černý pěšec · d7 černý pěšec · f7 černý pěšec · g7 černý pěšec · h7 černý pěšec · c6 černý jezdec · a5 černý střelec · c4 bílý střelec · e4 bílý pěšec · c3 bílý pěšec · d3 černý pěšec · f3 bílý jezdec · a2 bílý pěšec · f2 bílý pěšec · g2 bílý pěšec · h2 bílý pěšec · a1 bílý věž · b1 bílý jezdec · c1 bílý střelec · d1 bílý dáma · f1 bílý věž · g1 bílý král | a8 černý věž · c8 černý střelec · d8 černý dáma · e8 černý král · g8 černý jezdec · h8 černý věž · a7 černý pěšec · b7 černý pěšec · c7 černý pěšec · d7 černý pěšec · f7 černý pěšec · g7 černý pěšec · h7 černý pěšec · c6 černý jezdec · a5 černý střelec · c4 bílý střelec · e4 bílý pěšec · c3 bílý pěšec · d3 černý pěšec · f3 bílý jezdec · a2 bílý pěšec · f2 bílý pěšec · g2 bílý pěšec · h2 bílý pěšec · a1 bílý věž · b1 bílý jezdec · c1 bílý střelec · d1 bílý dáma · f1 bílý věž · g1 bílý král | a8 černý věž · c8 černý střelec · d8 černý dáma · e8 černý král · g8 černý jezdec · h8 černý věž · a7 černý pěšec · b7 černý pěšec · c7 černý pěšec · d7 černý pěšec · f7 černý pěšec · g7 černý pěšec · h7 černý pěšec · c6 černý jezdec · a5 černý střelec · c4 bílý střelec · e4 bílý pěšec · c3 bílý pěšec · d3 černý pěšec · f3 bílý jezdec · a2 bílý pěšec · f2 bílý pěšec · g2 bílý pěšec · h2 bílý pěšec · a1 bílý věž · b1 bílý jezdec · c1 bílý střelec · d1 bílý dáma · f1 bílý věž · g1 bílý král | 5 |
| 4 | a8 černý věž · c8 černý střelec · d8 černý dáma · e8 černý král · g8 černý jezdec · h8 černý věž · a7 černý pěšec · b7 černý pěšec · c7 černý pěšec · d7 černý pěšec · f7 černý pěšec · g7 černý pěšec · h7 černý pěšec · c6 černý jezdec · a5 černý střelec · c4 bílý střelec · e4 bílý pěšec · c3 bílý pěšec · d3 černý pěšec · f3 bílý jezdec · a2 bílý pěšec · f2 bílý pěšec · g2 bílý pěšec · h2 bílý pěšec · a1 bílý věž · b1 bílý jezdec · c1 bílý střelec · d1 bílý dáma · f1 bílý věž · g1 bílý král | a8 černý věž · c8 černý střelec · d8 černý dáma · e8 černý král · g8 černý jezdec · h8 černý věž · a7 černý pěšec · b7 černý pěšec · c7 černý pěšec · d7 černý pěšec · f7 černý pěšec · g7 černý pěšec · h7 černý pěšec · c6 černý jezdec · a5 černý střelec · c4 bílý střelec · e4 bílý pěšec · c3 bílý pěšec · d3 černý pěšec · f3 bílý jezdec · a2 bílý pěšec · f2 bílý pěšec · g2 bílý pěšec · h2 bílý pěšec · a1 bílý věž · b1 bílý jezdec · c1 bílý střelec · d1 bílý dáma · f1 bílý věž · g1 bílý král | a8 černý věž · c8 černý střelec · d8 černý dáma · e8 černý král · g8 černý jezdec · h8 černý věž · a7 černý pěšec · b7 černý pěšec · c7 černý pěšec · d7 černý pěšec · f7 černý pěšec · g7 černý pěšec · h7 černý pěšec · c6 černý jezdec · a5 černý střelec · c4 bílý střelec · e4 bílý pěšec · c3 bílý pěšec · d3 černý pěšec · f3 bílý jezdec · a2 bílý pěšec · f2 bílý pěšec · g2 bílý pěšec · h2 bílý pěšec · a1 bílý věž · b1 bílý jezdec · c1 bílý střelec · d1 bílý dáma · f1 bílý věž · g1 bílý král | a8 černý věž · c8 černý střelec · d8 černý dáma · e8 černý král · g8 černý jezdec · h8 černý věž · a7 černý pěšec · b7 černý pěšec · c7 černý pěšec · d7 černý pěšec · f7 černý pěšec · g7 černý pěšec · h7 černý pěšec · c6 černý jezdec · a5 černý střelec · c4 bílý střelec · e4 bílý pěšec · c3 bílý pěšec · d3 černý pěšec · f3 bílý jezdec · a2 bílý pěšec · f2 bílý pěšec · g2 bílý pěšec · h2 bílý pěšec · a1 bílý věž · b1 bílý jezdec · c1 bílý střelec · d1 bílý dáma · f1 bílý věž · g1 bílý král | a8 černý věž · c8 černý střelec · d8 černý dáma · e8 černý král · g8 černý jezdec · h8 černý věž · a7 černý pěšec · b7 černý pěšec · c7 černý pěšec · d7 černý pěšec · f7 černý pěšec · g7 černý pěšec · h7 černý pěšec · c6 černý jezdec · a5 černý střelec · c4 bílý střelec · e4 bílý pěšec · c3 bílý pěšec · d3 černý pěšec · f3 bílý jezdec · a2 bílý pěšec · f2 bílý pěšec · g2 bílý pěšec · h2 bílý pěšec · a1 bílý věž · b1 bílý jezdec · c1 bílý střelec · d1 bílý dáma · f1 bílý věž · g1 bílý král | a8 černý věž · c8 černý střelec · d8 černý dáma · e8 černý král · g8 černý jezdec · h8 černý věž · a7 černý pěšec · b7 černý pěšec · c7 černý pěšec · d7 černý pěšec · f7 černý pěšec · g7 černý pěšec · h7 černý pěšec · c6 černý jezdec · a5 černý střelec · c4 bílý střelec · e4 bílý pěšec · c3 bílý pěšec · d3 černý pěšec · f3 bílý jezdec · a2 bílý pěšec · f2 bílý pěšec · g2 bílý pěšec · h2 bílý pěšec · a1 bílý věž · b1 bílý jezdec · c1 bílý střelec · d1 bílý dáma · f1 bílý věž · g1 bílý král | a8 černý věž · c8 černý střelec · d8 černý dáma · e8 černý král · g8 černý jezdec · h8 černý věž · a7 černý pěšec · b7 černý pěšec · c7 černý pěšec · d7 černý pěšec · f7 černý pěšec · g7 černý pěšec · h7 černý pěšec · c6 černý jezdec · a5 černý střelec · c4 bílý střelec · e4 bílý pěšec · c3 bílý pěšec · d3 černý pěšec · f3 bílý jezdec · a2 bílý pěšec · f2 bílý pěšec · g2 bílý pěšec · h2 bílý pěšec · a1 bílý věž · b1 bílý jezdec · c1 bílý střelec · d1 bílý dáma · f1 bílý věž · g1 bílý král | a8 černý věž · c8 černý střelec · d8 černý dáma · e8 černý král · g8 černý jezdec · h8 černý věž · a7 černý pěšec · b7 černý pěšec · c7 černý pěšec · d7 černý pěšec · f7 černý pěšec · g7 černý pěšec · h7 černý pěšec · c6 černý jezdec · a5 černý střelec · c4 bílý střelec · e4 bílý pěšec · c3 bílý pěšec · d3 černý pěšec · f3 bílý jezdec · a2 bílý pěšec · f2 bílý pěšec · g2 bílý pěšec · h2 bílý pěšec · a1 bílý věž · b1 bílý jezdec · c1 bílý střelec · d1 bílý dáma · f1 bílý věž · g1 bílý král | 4 |
| 3 | a8 černý věž · c8 černý střelec · d8 černý dáma · e8 černý král · g8 černý jezdec · h8 černý věž · a7 černý pěšec · b7 černý pěšec · c7 černý pěšec · d7 černý pěšec · f7 černý pěšec · g7 černý pěšec · h7 černý pěšec · c6 černý jezdec · a5 černý střelec · c4 bílý střelec · e4 bílý pěšec · c3 bílý pěšec · d3 černý pěšec · f3 bílý jezdec · a2 bílý pěšec · f2 bílý pěšec · g2 bílý pěšec · h2 bílý pěšec · a1 bílý věž · b1 bílý jezdec · c1 bílý střelec · d1 bílý dáma · f1 bílý věž · g1 bílý král | a8 černý věž · c8 černý střelec · d8 černý dáma · e8 černý král · g8 černý jezdec · h8 černý věž · a7 černý pěšec · b7 černý pěšec · c7 černý pěšec · d7 černý pěšec · f7 černý pěšec · g7 černý pěšec · h7 černý pěšec · c6 černý jezdec · a5 černý střelec · c4 bílý střelec · e4 bílý pěšec · c3 bílý pěšec · d3 černý pěšec · f3 bílý jezdec · a2 bílý pěšec · f2 bílý pěšec · g2 bílý pěšec · h2 bílý pěšec · a1 bílý věž · b1 bílý jezdec · c1 bílý střelec · d1 bílý dáma · f1 bílý věž · g1 bílý král | a8 černý věž · c8 černý střelec · d8 černý dáma · e8 černý král · g8 černý jezdec · h8 černý věž · a7 černý pěšec · b7 černý pěšec · c7 černý pěšec · d7 černý pěšec · f7 černý pěšec · g7 černý pěšec · h7 černý pěšec · c6 černý jezdec · a5 černý střelec · c4 bílý střelec · e4 bílý pěšec · c3 bílý pěšec · d3 černý pěšec · f3 bílý jezdec · a2 bílý pěšec · f2 bílý pěšec · g2 bílý pěšec · h2 bílý pěšec · a1 bílý věž · b1 bílý jezdec · c1 bílý střelec · d1 bílý dáma · f1 bílý věž · g1 bílý král | a8 černý věž · c8 černý střelec · d8 černý dáma · e8 černý král · g8 černý jezdec · h8 černý věž · a7 černý pěšec · b7 černý pěšec · c7 černý pěšec · d7 černý pěšec · f7 černý pěšec · g7 černý pěšec · h7 černý pěšec · c6 černý jezdec · a5 černý střelec · c4 bílý střelec · e4 bílý pěšec · c3 bílý pěšec · d3 černý pěšec · f3 bílý jezdec · a2 bílý pěšec · f2 bílý pěšec · g2 bílý pěšec · h2 bílý pěšec · a1 bílý věž · b1 bílý jezdec · c1 bílý střelec · d1 bílý dáma · f1 bílý věž · g1 bílý král | a8 černý věž · c8 černý střelec · d8 černý dáma · e8 černý král · g8 černý jezdec · h8 černý věž · a7 černý pěšec · b7 černý pěšec · c7 černý pěšec · d7 černý pěšec · f7 černý pěšec · g7 černý pěšec · h7 černý pěšec · c6 černý jezdec · a5 černý střelec · c4 bílý střelec · e4 bílý pěšec · c3 bílý pěšec · d3 černý pěšec · f3 bílý jezdec · a2 bílý pěšec · f2 bílý pěšec · g2 bílý pěšec · h2 bílý pěšec · a1 bílý věž · b1 bílý jezdec · c1 bílý střelec · d1 bílý dáma · f1 bílý věž · g1 bílý král | a8 černý věž · c8 černý střelec · d8 černý dáma · e8 černý král · g8 černý jezdec · h8 černý věž · a7 černý pěšec · b7 černý pěšec · c7 černý pěšec · d7 černý pěšec · f7 černý pěšec · g7 černý pěšec · h7 černý pěšec · c6 černý jezdec · a5 černý střelec · c4 bílý střelec · e4 bílý pěšec · c3 bílý pěšec · d3 černý pěšec · f3 bílý jezdec · a2 bílý pěšec · f2 bílý pěšec · g2 bílý pěšec · h2 bílý pěšec · a1 bílý věž · b1 bílý jezdec · c1 bílý střelec · d1 bílý dáma · f1 bílý věž · g1 bílý král | a8 černý věž · c8 černý střelec · d8 černý dáma · e8 černý král · g8 černý jezdec · h8 černý věž · a7 černý pěšec · b7 černý pěšec · c7 černý pěšec · d7 černý pěšec · f7 černý pěšec · g7 černý pěšec · h7 černý pěšec · c6 černý jezdec · a5 černý střelec · c4 bílý střelec · e4 bílý pěšec · c3 bílý pěšec · d3 černý pěšec · f3 bílý jezdec · a2 bílý pěšec · f2 bílý pěšec · g2 bílý pěšec · h2 bílý pěšec · a1 bílý věž · b1 bílý jezdec · c1 bílý střelec · d1 bílý dáma · f1 bílý věž · g1 bílý král | a8 černý věž · c8 černý střelec · d8 černý dáma · e8 černý král · g8 černý jezdec · h8 černý věž · a7 černý pěšec · b7 černý pěšec · c7 černý pěšec · d7 černý pěšec · f7 černý pěšec · g7 černý pěšec · h7 černý pěšec · c6 černý jezdec · a5 černý střelec · c4 bílý střelec · e4 bílý pěšec · c3 bílý pěšec · d3 černý pěšec · f3 bílý jezdec · a2 bílý pěšec · f2 bílý pěšec · g2 bílý pěšec · h2 bílý pěšec · a1 bílý věž · b1 bílý jezdec · c1 bílý střelec · d1 bílý dáma · f1 bílý věž · g1 bílý král | 3 |
| 2 | a8 černý věž · c8 černý střelec · d8 černý dáma · e8 černý král · g8 černý jezdec · h8 černý věž · a7 černý pěšec · b7 černý pěšec · c7 černý pěšec · d7 černý pěšec · f7 černý pěšec · g7 černý pěšec · h7 černý pěšec · c6 černý jezdec · a5 černý střelec · c4 bílý střelec · e4 bílý pěšec · c3 bílý pěšec · d3 černý pěšec · f3 bílý jezdec · a2 bílý pěšec · f2 bílý pěšec · g2 bílý pěšec · h2 bílý pěšec · a1 bílý věž · b1 bílý jezdec · c1 bílý střelec · d1 bílý dáma · f1 bílý věž · g1 bílý král | a8 černý věž · c8 černý střelec · d8 černý dáma · e8 černý král · g8 černý jezdec · h8 černý věž · a7 černý pěšec · b7 černý pěšec · c7 černý pěšec · d7 černý pěšec · f7 černý pěšec · g7 černý pěšec · h7 černý pěšec · c6 černý jezdec · a5 černý střelec · c4 bílý střelec · e4 bílý pěšec · c3 bílý pěšec · d3 černý pěšec · f3 bílý jezdec · a2 bílý pěšec · f2 bílý pěšec · g2 bílý pěšec · h2 bílý pěšec · a1 bílý věž · b1 bílý jezdec · c1 bílý střelec · d1 bílý dáma · f1 bílý věž · g1 bílý král | a8 černý věž · c8 černý střelec · d8 černý dáma · e8 černý král · g8 černý jezdec · h8 černý věž · a7 černý pěšec · b7 černý pěšec · c7 černý pěšec · d7 černý pěšec · f7 černý pěšec · g7 černý pěšec · h7 černý pěšec · c6 černý jezdec · a5 černý střelec · c4 bílý střelec · e4 bílý pěšec · c3 bílý pěšec · d3 černý pěšec · f3 bílý jezdec · a2 bílý pěšec · f2 bílý pěšec · g2 bílý pěšec · h2 bílý pěšec · a1 bílý věž · b1 bílý jezdec · c1 bílý střelec · d1 bílý dáma · f1 bílý věž · g1 bílý král | a8 černý věž · c8 černý střelec · d8 černý dáma · e8 černý král · g8 černý jezdec · h8 černý věž · a7 černý pěšec · b7 černý pěšec · c7 černý pěšec · d7 černý pěšec · f7 černý pěšec · g7 černý pěšec · h7 černý pěšec · c6 černý jezdec · a5 černý střelec · c4 bílý střelec · e4 bílý pěšec · c3 bílý pěšec · d3 černý pěšec · f3 bílý jezdec · a2 bílý pěšec · f2 bílý pěšec · g2 bílý pěšec · h2 bílý pěšec · a1 bílý věž · b1 bílý jezdec · c1 bílý střelec · d1 bílý dáma · f1 bílý věž · g1 bílý král | a8 černý věž · c8 černý střelec · d8 černý dáma · e8 černý král · g8 černý jezdec · h8 černý věž · a7 černý pěšec · b7 černý pěšec · c7 černý pěšec · d7 černý pěšec · f7 černý pěšec · g7 černý pěšec · h7 černý pěšec · c6 černý jezdec · a5 černý střelec · c4 bílý střelec · e4 bílý pěšec · c3 bílý pěšec · d3 černý pěšec · f3 bílý jezdec · a2 bílý pěšec · f2 bílý pěšec · g2 bílý pěšec · h2 bílý pěšec · a1 bílý věž · b1 bílý jezdec · c1 bílý střelec · d1 bílý dáma · f1 bílý věž · g1 bílý král | a8 černý věž · c8 černý střelec · d8 černý dáma · e8 černý král · g8 černý jezdec · h8 černý věž · a7 černý pěšec · b7 černý pěšec · c7 černý pěšec · d7 černý pěšec · f7 černý pěšec · g7 černý pěšec · h7 černý pěšec · c6 černý jezdec · a5 černý střelec · c4 bílý střelec · e4 bílý pěšec · c3 bílý pěšec · d3 černý pěšec · f3 bílý jezdec · a2 bílý pěšec · f2 bílý pěšec · g2 bílý pěšec · h2 bílý pěšec · a1 bílý věž · b1 bílý jezdec · c1 bílý střelec · d1 bílý dáma · f1 bílý věž · g1 bílý král | a8 černý věž · c8 černý střelec · d8 černý dáma · e8 černý král · g8 černý jezdec · h8 černý věž · a7 černý pěšec · b7 černý pěšec · c7 černý pěšec · d7 černý pěšec · f7 černý pěšec · g7 černý pěšec · h7 černý pěšec · c6 černý jezdec · a5 černý střelec · c4 bílý střelec · e4 bílý pěšec · c3 bílý pěšec · d3 černý pěšec · f3 bílý jezdec · a2 bílý pěšec · f2 bílý pěšec · g2 bílý pěšec · h2 bílý pěšec · a1 bílý věž · b1 bílý jezdec · c1 bílý střelec · d1 bílý dáma · f1 bílý věž · g1 bílý král | a8 černý věž · c8 černý střelec · d8 černý dáma · e8 černý král · g8 černý jezdec · h8 černý věž · a7 černý pěšec · b7 černý pěšec · c7 černý pěšec · d7 černý pěšec · f7 černý pěšec · g7 černý pěšec · h7 černý pěšec · c6 černý jezdec · a5 černý střelec · c4 bílý střelec · e4 bílý pěšec · c3 bílý pěšec · d3 černý pěšec · f3 bílý jezdec · a2 bílý pěšec · f2 bílý pěšec · g2 bílý pěšec · h2 bílý pěšec · a1 bílý věž · b1 bílý jezdec · c1 bílý střelec · d1 bílý dáma · f1 bílý věž · g1 bílý král | 2 |
| 1 | a8 černý věž · c8 černý střelec · d8 černý dáma · e8 černý král · g8 černý jezdec · h8 černý věž · a7 černý pěšec · b7 černý pěšec · c7 černý pěšec · d7 černý pěšec · f7 černý pěšec · g7 černý pěšec · h7 černý pěšec · c6 černý jezdec · a5 černý střelec · c4 bílý střelec · e4 bílý pěšec · c3 bílý pěšec · d3 černý pěšec · f3 bílý jezdec · a2 bílý pěšec · f2 bílý pěšec · g2 bílý pěšec · h2 bílý pěšec · a1 bílý věž · b1 bílý jezdec · c1 bílý střelec · d1 bílý dáma · f1 bílý věž · g1 bílý král | a8 černý věž · c8 černý střelec · d8 černý dáma · e8 černý král · g8 černý jezdec · h8 černý věž · a7 černý pěšec · b7 černý pěšec · c7 černý pěšec · d7 černý pěšec · f7 černý pěšec · g7 černý pěšec · h7 černý pěšec · c6 černý jezdec · a5 černý střelec · c4 bílý střelec · e4 bílý pěšec · c3 bílý pěšec · d3 černý pěšec · f3 bílý jezdec · a2 bílý pěšec · f2 bílý pěšec · g2 bílý pěšec · h2 bílý pěšec · a1 bílý věž · b1 bílý jezdec · c1 bílý střelec · d1 bílý dáma · f1 bílý věž · g1 bílý král | a8 černý věž · c8 černý střelec · d8 černý dáma · e8 černý král · g8 černý jezdec · h8 černý věž · a7 černý pěšec · b7 černý pěšec · c7 černý pěšec · d7 černý pěšec · f7 černý pěšec · g7 černý pěšec · h7 černý pěšec · c6 černý jezdec · a5 černý střelec · c4 bílý střelec · e4 bílý pěšec · c3 bílý pěšec · d3 černý pěšec · f3 bílý jezdec · a2 bílý pěšec · f2 bílý pěšec · g2 bílý pěšec · h2 bílý pěšec · a1 bílý věž · b1 bílý jezdec · c1 bílý střelec · d1 bílý dáma · f1 bílý věž · g1 bílý král | a8 černý věž · c8 černý střelec · d8 černý dáma · e8 černý král · g8 černý jezdec · h8 černý věž · a7 černý pěšec · b7 černý pěšec · c7 černý pěšec · d7 černý pěšec · f7 černý pěšec · g7 černý pěšec · h7 černý pěšec · c6 černý jezdec · a5 černý střelec · c4 bílý střelec · e4 bílý pěšec · c3 bílý pěšec · d3 černý pěšec · f3 bílý jezdec · a2 bílý pěšec · f2 bílý pěšec · g2 bílý pěšec · h2 bílý pěšec · a1 bílý věž · b1 bílý jezdec · c1 bílý střelec · d1 bílý dáma · f1 bílý věž · g1 bílý král | a8 černý věž · c8 černý střelec · d8 černý dáma · e8 černý král · g8 černý jezdec · h8 černý věž · a7 černý pěšec · b7 černý pěšec · c7 černý pěšec · d7 černý pěšec · f7 černý pěšec · g7 černý pěšec · h7 černý pěšec · c6 černý jezdec · a5 černý střelec · c4 bílý střelec · e4 bílý pěšec · c3 bílý pěšec · d3 černý pěšec · f3 bílý jezdec · a2 bílý pěšec · f2 bílý pěšec · g2 bílý pěšec · h2 bílý pěšec · a1 bílý věž · b1 bílý jezdec · c1 bílý střelec · d1 bílý dáma · f1 bílý věž · g1 bílý král | a8 černý věž · c8 černý střelec · d8 černý dáma · e8 černý král · g8 černý jezdec · h8 černý věž · a7 černý pěšec · b7 černý pěšec · c7 černý pěšec · d7 černý pěšec · f7 černý pěšec · g7 černý pěšec · h7 černý pěšec · c6 černý jezdec · a5 černý střelec · c4 bílý střelec · e4 bílý pěšec · c3 bílý pěšec · d3 černý pěšec · f3 bílý jezdec · a2 bílý pěšec · f2 bílý pěšec · g2 bílý pěšec · h2 bílý pěšec · a1 bílý věž · b1 bílý jezdec · c1 bílý střelec · d1 bílý dáma · f1 bílý věž · g1 bílý král | a8 černý věž · c8 černý střelec · d8 černý dáma · e8 černý král · g8 černý jezdec · h8 černý věž · a7 černý pěšec · b7 černý pěšec · c7 černý pěšec · d7 černý pěšec · f7 černý pěšec · g7 černý pěšec · h7 černý pěšec · c6 černý jezdec · a5 černý střelec · c4 bílý střelec · e4 bílý pěšec · c3 bílý pěšec · d3 černý pěšec · f3 bílý jezdec · a2 bílý pěšec · f2 bílý pěšec · g2 bílý pěšec · h2 bílý pěšec · a1 bílý věž · b1 bílý jezdec · c1 bílý střelec · d1 bílý dáma · f1 bílý věž · g1 bílý král | a8 černý věž · c8 černý střelec · d8 černý dáma · e8 černý král · g8 černý jezdec · h8 černý věž · a7 černý pěšec · b7 černý pěšec · c7 černý pěšec · d7 černý pěšec · f7 černý pěšec · g7 černý pěšec · h7 černý pěšec · c6 černý jezdec · a5 černý střelec · c4 bílý střelec · e4 bílý pěšec · c3 bílý pěšec · d3 černý pěšec · f3 bílý jezdec · a2 bílý pěšec · f2 bílý pěšec · g2 bílý pěšec · h2 bílý pěšec · a1 bílý věž · b1 bílý jezdec · c1 bílý střelec · d1 bílý dáma · f1 bílý věž · g1 bílý král | 1 |
|   | a | b | c | d | e | f | g | h |   |

1. e4 e5 2. Jf3 Jc6 3. Sc4 Sc5 4. b4!?
Evansův gambit – zahájení, které bylo populární v 19. století a dnes je k vidění jen vzácně. Bílý obětuje materiál, aby získal náskok ve vývinu.
4. … Sxb4 5. c3 Sa5 6. d4 exd4 7. O-O d3?!
Tento tah se nepovažuje za nejlepší odpověď. Za ni se považuje 7..Jge7 s myšlenkou protiúderu v centru tahem d5.
8. Db3
Anderssen okamžitě napadá pěšce na f7.
8. … Df6
Na 8..De7 mohl bílý podle Čigorina odpovědět 9.Sa3 d6 10.Ve1 s hrozbou e5.
9. e5!?
Aktivní tah. Na tomto místě později zkoušel Anderssen i 9.Ve1 a k dobré hře bílého vede též 9.Jbd2.
Dg6
Černý nemohl brát bílého pěšce na e5. V případě tahu 9. … Jxe5 by následovalo 10. Ve1 d6 11. Da4+ s vidličkami králi a střelci, což povede k zisku figury.
|   | a | b | c | d | e | f | g | h |   |
| 8 | a8 černý věž · c8 černý střelec · e8 černý král · g8 černý jezdec · h8 černý věž · a7 černý pěšec · b7 černý pěšec · c7 černý pěšec · d7 černý pěšec · f7 černý pěšec · g7 černý pěšec · h7 černý pěšec · c6 černý jezdec · g6 černý dáma · a5 černý střelec · e5 bílý pěšec · c4 bílý střelec · b3 bílý dáma · c3 bílý pěšec · d3 černý pěšec · f3 bílý jezdec · a2 bílý pěšec · f2 bílý pěšec · g2 bílý pěšec · h2 bílý pěšec · a1 bílý věž · b1 bílý jezdec · c1 bílý střelec · e1 bílý věž · g1 bílý král | a8 černý věž · c8 černý střelec · e8 černý král · g8 černý jezdec · h8 černý věž · a7 černý pěšec · b7 černý pěšec · c7 černý pěšec · d7 černý pěšec · f7 černý pěšec · g7 černý pěšec · h7 černý pěšec · c6 černý jezdec · g6 černý dáma · a5 černý střelec · e5 bílý pěšec · c4 bílý střelec · b3 bílý dáma · c3 bílý pěšec · d3 černý pěšec · f3 bílý jezdec · a2 bílý pěšec · f2 bílý pěšec · g2 bílý pěšec · h2 bílý pěšec · a1 bílý věž · b1 bílý jezdec · c1 bílý střelec · e1 bílý věž · g1 bílý král | a8 černý věž · c8 černý střelec · e8 černý král · g8 černý jezdec · h8 černý věž · a7 černý pěšec · b7 černý pěšec · c7 černý pěšec · d7 černý pěšec · f7 černý pěšec · g7 černý pěšec · h7 černý pěšec · c6 černý jezdec · g6 černý dáma · a5 černý střelec · e5 bílý pěšec · c4 bílý střelec · b3 bílý dáma · c3 bílý pěšec · d3 černý pěšec · f3 bílý jezdec · a2 bílý pěšec · f2 bílý pěšec · g2 bílý pěšec · h2 bílý pěšec · a1 bílý věž · b1 bílý jezdec · c1 bílý střelec · e1 bílý věž · g1 bílý král | a8 černý věž · c8 černý střelec · e8 černý král · g8 černý jezdec · h8 černý věž · a7 černý pěšec · b7 černý pěšec · c7 černý pěšec · d7 černý pěšec · f7 černý pěšec · g7 černý pěšec · h7 černý pěšec · c6 černý jezdec · g6 černý dáma · a5 černý střelec · e5 bílý pěšec · c4 bílý střelec · b3 bílý dáma · c3 bílý pěšec · d3 černý pěšec · f3 bílý jezdec · a2 bílý pěšec · f2 bílý pěšec · g2 bílý pěšec · h2 bílý pěšec · a1 bílý věž · b1 bílý jezdec · c1 bílý střelec · e1 bílý věž · g1 bílý král | a8 černý věž · c8 černý střelec · e8 černý král · g8 černý jezdec · h8 černý věž · a7 černý pěšec · b7 černý pěšec · c7 černý pěšec · d7 černý pěšec · f7 černý pěšec · g7 černý pěšec · h7 černý pěšec · c6 černý jezdec · g6 černý dáma · a5 černý střelec · e5 bílý pěšec · c4 bílý střelec · b3 bílý dáma · c3 bílý pěšec · d3 černý pěšec · f3 bílý jezdec · a2 bílý pěšec · f2 bílý pěšec · g2 bílý pěšec · h2 bílý pěšec · a1 bílý věž · b1 bílý jezdec · c1 bílý střelec · e1 bílý věž · g1 bílý král | a8 černý věž · c8 černý střelec · e8 černý král · g8 černý jezdec · h8 černý věž · a7 černý pěšec · b7 černý pěšec · c7 černý pěšec · d7 černý pěšec · f7 černý pěšec · g7 černý pěšec · h7 černý pěšec · c6 černý jezdec · g6 černý dáma · a5 černý střelec · e5 bílý pěšec · c4 bílý střelec · b3 bílý dáma · c3 bílý pěšec · d3 černý pěšec · f3 bílý jezdec · a2 bílý pěšec · f2 bílý pěšec · g2 bílý pěšec · h2 bílý pěšec · a1 bílý věž · b1 bílý jezdec · c1 bílý střelec · e1 bílý věž · g1 bílý král | a8 černý věž · c8 černý střelec · e8 černý král · g8 černý jezdec · h8 černý věž · a7 černý pěšec · b7 černý pěšec · c7 černý pěšec · d7 černý pěšec · f7 černý pěšec · g7 černý pěšec · h7 černý pěšec · c6 černý jezdec · g6 černý dáma · a5 černý střelec · e5 bílý pěšec · c4 bílý střelec · b3 bílý dáma · c3 bílý pěšec · d3 černý pěšec · f3 bílý jezdec · a2 bílý pěšec · f2 bílý pěšec · g2 bílý pěšec · h2 bílý pěšec · a1 bílý věž · b1 bílý jezdec · c1 bílý střelec · e1 bílý věž · g1 bílý král | a8 černý věž · c8 černý střelec · e8 černý král · g8 černý jezdec · h8 černý věž · a7 černý pěšec · b7 černý pěšec · c7 černý pěšec · d7 černý pěšec · f7 černý pěšec · g7 černý pěšec · h7 černý pěšec · c6 černý jezdec · g6 černý dáma · a5 černý střelec · e5 bílý pěšec · c4 bílý střelec · b3 bílý dáma · c3 bílý pěšec · d3 černý pěšec · f3 bílý jezdec · a2 bílý pěšec · f2 bílý pěšec · g2 bílý pěšec · h2 bílý pěšec · a1 bílý věž · b1 bílý jezdec · c1 bílý střelec · e1 bílý věž · g1 bílý král | 8 |
| 7 | a8 černý věž · c8 černý střelec · e8 černý král · g8 černý jezdec · h8 černý věž · a7 černý pěšec · b7 černý pěšec · c7 černý pěšec · d7 černý pěšec · f7 černý pěšec · g7 černý pěšec · h7 černý pěšec · c6 černý jezdec · g6 černý dáma · a5 černý střelec · e5 bílý pěšec · c4 bílý střelec · b3 bílý dáma · c3 bílý pěšec · d3 černý pěšec · f3 bílý jezdec · a2 bílý pěšec · f2 bílý pěšec · g2 bílý pěšec · h2 bílý pěšec · a1 bílý věž · b1 bílý jezdec · c1 bílý střelec · e1 bílý věž · g1 bílý král | a8 černý věž · c8 černý střelec · e8 černý král · g8 černý jezdec · h8 černý věž · a7 černý pěšec · b7 černý pěšec · c7 černý pěšec · d7 černý pěšec · f7 černý pěšec · g7 černý pěšec · h7 černý pěšec · c6 černý jezdec · g6 černý dáma · a5 černý střelec · e5 bílý pěšec · c4 bílý střelec · b3 bílý dáma · c3 bílý pěšec · d3 černý pěšec · f3 bílý jezdec · a2 bílý pěšec · f2 bílý pěšec · g2 bílý pěšec · h2 bílý pěšec · a1 bílý věž · b1 bílý jezdec · c1 bílý střelec · e1 bílý věž · g1 bílý král | a8 černý věž · c8 černý střelec · e8 černý král · g8 černý jezdec · h8 černý věž · a7 černý pěšec · b7 černý pěšec · c7 černý pěšec · d7 černý pěšec · f7 černý pěšec · g7 černý pěšec · h7 černý pěšec · c6 černý jezdec · g6 černý dáma · a5 černý střelec · e5 bílý pěšec · c4 bílý střelec · b3 bílý dáma · c3 bílý pěšec · d3 černý pěšec · f3 bílý jezdec · a2 bílý pěšec · f2 bílý pěšec · g2 bílý pěšec · h2 bílý pěšec · a1 bílý věž · b1 bílý jezdec · c1 bílý střelec · e1 bílý věž · g1 bílý král | a8 černý věž · c8 černý střelec · e8 černý král · g8 černý jezdec · h8 černý věž · a7 černý pěšec · b7 černý pěšec · c7 černý pěšec · d7 černý pěšec · f7 černý pěšec · g7 černý pěšec · h7 černý pěšec · c6 černý jezdec · g6 černý dáma · a5 černý střelec · e5 bílý pěšec · c4 bílý střelec · b3 bílý dáma · c3 bílý pěšec · d3 černý pěšec · f3 bílý jezdec · a2 bílý pěšec · f2 bílý pěšec · g2 bílý pěšec · h2 bílý pěšec · a1 bílý věž · b1 bílý jezdec · c1 bílý střelec · e1 bílý věž · g1 bílý král | a8 černý věž · c8 černý střelec · e8 černý král · g8 černý jezdec · h8 černý věž · a7 černý pěšec · b7 černý pěšec · c7 černý pěšec · d7 černý pěšec · f7 černý pěšec · g7 černý pěšec · h7 černý pěšec · c6 černý jezdec · g6 černý dáma · a5 černý střelec · e5 bílý pěšec · c4 bílý střelec · b3 bílý dáma · c3 bílý pěšec · d3 černý pěšec · f3 bílý jezdec · a2 bílý pěšec · f2 bílý pěšec · g2 bílý pěšec · h2 bílý pěšec · a1 bílý věž · b1 bílý jezdec · c1 bílý střelec · e1 bílý věž · g1 bílý král | a8 černý věž · c8 černý střelec · e8 černý král · g8 černý jezdec · h8 černý věž · a7 černý pěšec · b7 černý pěšec · c7 černý pěšec · d7 černý pěšec · f7 černý pěšec · g7 černý pěšec · h7 černý pěšec · c6 černý jezdec · g6 černý dáma · a5 černý střelec · e5 bílý pěšec · c4 bílý střelec · b3 bílý dáma · c3 bílý pěšec · d3 černý pěšec · f3 bílý jezdec · a2 bílý pěšec · f2 bílý pěšec · g2 bílý pěšec · h2 bílý pěšec · a1 bílý věž · b1 bílý jezdec · c1 bílý střelec · e1 bílý věž · g1 bílý král | a8 černý věž · c8 černý střelec · e8 černý král · g8 černý jezdec · h8 černý věž · a7 černý pěšec · b7 černý pěšec · c7 černý pěšec · d7 černý pěšec · f7 černý pěšec · g7 černý pěšec · h7 černý pěšec · c6 černý jezdec · g6 černý dáma · a5 černý střelec · e5 bílý pěšec · c4 bílý střelec · b3 bílý dáma · c3 bílý pěšec · d3 černý pěšec · f3 bílý jezdec · a2 bílý pěšec · f2 bílý pěšec · g2 bílý pěšec · h2 bílý pěšec · a1 bílý věž · b1 bílý jezdec · c1 bílý střelec · e1 bílý věž · g1 bílý král | a8 černý věž · c8 černý střelec · e8 černý král · g8 černý jezdec · h8 černý věž · a7 černý pěšec · b7 černý pěšec · c7 černý pěšec · d7 černý pěšec · f7 černý pěšec · g7 černý pěšec · h7 černý pěšec · c6 černý jezdec · g6 černý dáma · a5 černý střelec · e5 bílý pěšec · c4 bílý střelec · b3 bílý dáma · c3 bílý pěšec · d3 černý pěšec · f3 bílý jezdec · a2 bílý pěšec · f2 bílý pěšec · g2 bílý pěšec · h2 bílý pěšec · a1 bílý věž · b1 bílý jezdec · c1 bílý střelec · e1 bílý věž · g1 bílý král | 7 |
| 6 | a8 černý věž · c8 černý střelec · e8 černý král · g8 černý jezdec · h8 černý věž · a7 černý pěšec · b7 černý pěšec · c7 černý pěšec · d7 černý pěšec · f7 černý pěšec · g7 černý pěšec · h7 černý pěšec · c6 černý jezdec · g6 černý dáma · a5 černý střelec · e5 bílý pěšec · c4 bílý střelec · b3 bílý dáma · c3 bílý pěšec · d3 černý pěšec · f3 bílý jezdec · a2 bílý pěšec · f2 bílý pěšec · g2 bílý pěšec · h2 bílý pěšec · a1 bílý věž · b1 bílý jezdec · c1 bílý střelec · e1 bílý věž · g1 bílý král | a8 černý věž · c8 černý střelec · e8 černý král · g8 černý jezdec · h8 černý věž · a7 černý pěšec · b7 černý pěšec · c7 černý pěšec · d7 černý pěšec · f7 černý pěšec · g7 černý pěšec · h7 černý pěšec · c6 černý jezdec · g6 černý dáma · a5 černý střelec · e5 bílý pěšec · c4 bílý střelec · b3 bílý dáma · c3 bílý pěšec · d3 černý pěšec · f3 bílý jezdec · a2 bílý pěšec · f2 bílý pěšec · g2 bílý pěšec · h2 bílý pěšec · a1 bílý věž · b1 bílý jezdec · c1 bílý střelec · e1 bílý věž · g1 bílý král | a8 černý věž · c8 černý střelec · e8 černý král · g8 černý jezdec · h8 černý věž · a7 černý pěšec · b7 černý pěšec · c7 černý pěšec · d7 černý pěšec · f7 černý pěšec · g7 černý pěšec · h7 černý pěšec · c6 černý jezdec · g6 černý dáma · a5 černý střelec · e5 bílý pěšec · c4 bílý střelec · b3 bílý dáma · c3 bílý pěšec · d3 černý pěšec · f3 bílý jezdec · a2 bílý pěšec · f2 bílý pěšec · g2 bílý pěšec · h2 bílý pěšec · a1 bílý věž · b1 bílý jezdec · c1 bílý střelec · e1 bílý věž · g1 bílý král | a8 černý věž · c8 černý střelec · e8 černý král · g8 černý jezdec · h8 černý věž · a7 černý pěšec · b7 černý pěšec · c7 černý pěšec · d7 černý pěšec · f7 černý pěšec · g7 černý pěšec · h7 černý pěšec · c6 černý jezdec · g6 černý dáma · a5 černý střelec · e5 bílý pěšec · c4 bílý střelec · b3 bílý dáma · c3 bílý pěšec · d3 černý pěšec · f3 bílý jezdec · a2 bílý pěšec · f2 bílý pěšec · g2 bílý pěšec · h2 bílý pěšec · a1 bílý věž · b1 bílý jezdec · c1 bílý střelec · e1 bílý věž · g1 bílý král | a8 černý věž · c8 černý střelec · e8 černý král · g8 černý jezdec · h8 černý věž · a7 černý pěšec · b7 černý pěšec · c7 černý pěšec · d7 černý pěšec · f7 černý pěšec · g7 černý pěšec · h7 černý pěšec · c6 černý jezdec · g6 černý dáma · a5 černý střelec · e5 bílý pěšec · c4 bílý střelec · b3 bílý dáma · c3 bílý pěšec · d3 černý pěšec · f3 bílý jezdec · a2 bílý pěšec · f2 bílý pěšec · g2 bílý pěšec · h2 bílý pěšec · a1 bílý věž · b1 bílý jezdec · c1 bílý střelec · e1 bílý věž · g1 bílý král | a8 černý věž · c8 černý střelec · e8 černý král · g8 černý jezdec · h8 černý věž · a7 černý pěšec · b7 černý pěšec · c7 černý pěšec · d7 černý pěšec · f7 černý pěšec · g7 černý pěšec · h7 černý pěšec · c6 černý jezdec · g6 černý dáma · a5 černý střelec · e5 bílý pěšec · c4 bílý střelec · b3 bílý dáma · c3 bílý pěšec · d3 černý pěšec · f3 bílý jezdec · a2 bílý pěšec · f2 bílý pěšec · g2 bílý pěšec · h2 bílý pěšec · a1 bílý věž · b1 bílý jezdec · c1 bílý střelec · e1 bílý věž · g1 bílý král | a8 černý věž · c8 černý střelec · e8 černý král · g8 černý jezdec · h8 černý věž · a7 černý pěšec · b7 černý pěšec · c7 černý pěšec · d7 černý pěšec · f7 černý pěšec · g7 černý pěšec · h7 černý pěšec · c6 černý jezdec · g6 černý dáma · a5 černý střelec · e5 bílý pěšec · c4 bílý střelec · b3 bílý dáma · c3 bílý pěšec · d3 černý pěšec · f3 bílý jezdec · a2 bílý pěšec · f2 bílý pěšec · g2 bílý pěšec · h2 bílý pěšec · a1 bílý věž · b1 bílý jezdec · c1 bílý střelec · e1 bílý věž · g1 bílý král | a8 černý věž · c8 černý střelec · e8 černý král · g8 černý jezdec · h8 černý věž · a7 černý pěšec · b7 černý pěšec · c7 černý pěšec · d7 černý pěšec · f7 černý pěšec · g7 černý pěšec · h7 černý pěšec · c6 černý jezdec · g6 černý dáma · a5 černý střelec · e5 bílý pěšec · c4 bílý střelec · b3 bílý dáma · c3 bílý pěšec · d3 černý pěšec · f3 bílý jezdec · a2 bílý pěšec · f2 bílý pěšec · g2 bílý pěšec · h2 bílý pěšec · a1 bílý věž · b1 bílý jezdec · c1 bílý střelec · e1 bílý věž · g1 bílý král | 6 |
| 5 | a8 černý věž · c8 černý střelec · e8 černý král · g8 černý jezdec · h8 černý věž · a7 černý pěšec · b7 černý pěšec · c7 černý pěšec · d7 černý pěšec · f7 černý pěšec · g7 černý pěšec · h7 černý pěšec · c6 černý jezdec · g6 černý dáma · a5 černý střelec · e5 bílý pěšec · c4 bílý střelec · b3 bílý dáma · c3 bílý pěšec · d3 černý pěšec · f3 bílý jezdec · a2 bílý pěšec · f2 bílý pěšec · g2 bílý pěšec · h2 bílý pěšec · a1 bílý věž · b1 bílý jezdec · c1 bílý střelec · e1 bílý věž · g1 bílý král | a8 černý věž · c8 černý střelec · e8 černý král · g8 černý jezdec · h8 černý věž · a7 černý pěšec · b7 černý pěšec · c7 černý pěšec · d7 černý pěšec · f7 černý pěšec · g7 černý pěšec · h7 černý pěšec · c6 černý jezdec · g6 černý dáma · a5 černý střelec · e5 bílý pěšec · c4 bílý střelec · b3 bílý dáma · c3 bílý pěšec · d3 černý pěšec · f3 bílý jezdec · a2 bílý pěšec · f2 bílý pěšec · g2 bílý pěšec · h2 bílý pěšec · a1 bílý věž · b1 bílý jezdec · c1 bílý střelec · e1 bílý věž · g1 bílý král | a8 černý věž · c8 černý střelec · e8 černý král · g8 černý jezdec · h8 černý věž · a7 černý pěšec · b7 černý pěšec · c7 černý pěšec · d7 černý pěšec · f7 černý pěšec · g7 černý pěšec · h7 černý pěšec · c6 černý jezdec · g6 černý dáma · a5 černý střelec · e5 bílý pěšec · c4 bílý střelec · b3 bílý dáma · c3 bílý pěšec · d3 černý pěšec · f3 bílý jezdec · a2 bílý pěšec · f2 bílý pěšec · g2 bílý pěšec · h2 bílý pěšec · a1 bílý věž · b1 bílý jezdec · c1 bílý střelec · e1 bílý věž · g1 bílý král | a8 černý věž · c8 černý střelec · e8 černý král · g8 černý jezdec · h8 černý věž · a7 černý pěšec · b7 černý pěšec · c7 černý pěšec · d7 černý pěšec · f7 černý pěšec · g7 černý pěšec · h7 černý pěšec · c6 černý jezdec · g6 černý dáma · a5 černý střelec · e5 bílý pěšec · c4 bílý střelec · b3 bílý dáma · c3 bílý pěšec · d3 černý pěšec · f3 bílý jezdec · a2 bílý pěšec · f2 bílý pěšec · g2 bílý pěšec · h2 bílý pěšec · a1 bílý věž · b1 bílý jezdec · c1 bílý střelec · e1 bílý věž · g1 bílý král | a8 černý věž · c8 černý střelec · e8 černý král · g8 černý jezdec · h8 černý věž · a7 černý pěšec · b7 černý pěšec · c7 černý pěšec · d7 černý pěšec · f7 černý pěšec · g7 černý pěšec · h7 černý pěšec · c6 černý jezdec · g6 černý dáma · a5 černý střelec · e5 bílý pěšec · c4 bílý střelec · b3 bílý dáma · c3 bílý pěšec · d3 černý pěšec · f3 bílý jezdec · a2 bílý pěšec · f2 bílý pěšec · g2 bílý pěšec · h2 bílý pěšec · a1 bílý věž · b1 bílý jezdec · c1 bílý střelec · e1 bílý věž · g1 bílý král | a8 černý věž · c8 černý střelec · e8 černý král · g8 černý jezdec · h8 černý věž · a7 černý pěšec · b7 černý pěšec · c7 černý pěšec · d7 černý pěšec · f7 černý pěšec · g7 černý pěšec · h7 černý pěšec · c6 černý jezdec · g6 černý dáma · a5 černý střelec · e5 bílý pěšec · c4 bílý střelec · b3 bílý dáma · c3 bílý pěšec · d3 černý pěšec · f3 bílý jezdec · a2 bílý pěšec · f2 bílý pěšec · g2 bílý pěšec · h2 bílý pěšec · a1 bílý věž · b1 bílý jezdec · c1 bílý střelec · e1 bílý věž · g1 bílý král | a8 černý věž · c8 černý střelec · e8 černý král · g8 černý jezdec · h8 černý věž · a7 černý pěšec · b7 černý pěšec · c7 černý pěšec · d7 černý pěšec · f7 černý pěšec · g7 černý pěšec · h7 černý pěšec · c6 černý jezdec · g6 černý dáma · a5 černý střelec · e5 bílý pěšec · c4 bílý střelec · b3 bílý dáma · c3 bílý pěšec · d3 černý pěšec · f3 bílý jezdec · a2 bílý pěšec · f2 bílý pěšec · g2 bílý pěšec · h2 bílý pěšec · a1 bílý věž · b1 bílý jezdec · c1 bílý střelec · e1 bílý věž · g1 bílý král | a8 černý věž · c8 černý střelec · e8 černý král · g8 černý jezdec · h8 černý věž · a7 černý pěšec · b7 černý pěšec · c7 černý pěšec · d7 černý pěšec · f7 černý pěšec · g7 černý pěšec · h7 černý pěšec · c6 černý jezdec · g6 černý dáma · a5 černý střelec · e5 bílý pěšec · c4 bílý střelec · b3 bílý dáma · c3 bílý pěšec · d3 černý pěšec · f3 bílý jezdec · a2 bílý pěšec · f2 bílý pěšec · g2 bílý pěšec · h2 bílý pěšec · a1 bílý věž · b1 bílý jezdec · c1 bílý střelec · e1 bílý věž · g1 bílý král | 5 |
| 4 | a8 černý věž · c8 černý střelec · e8 černý král · g8 černý jezdec · h8 černý věž · a7 černý pěšec · b7 černý pěšec · c7 černý pěšec · d7 černý pěšec · f7 černý pěšec · g7 černý pěšec · h7 černý pěšec · c6 černý jezdec · g6 černý dáma · a5 černý střelec · e5 bílý pěšec · c4 bílý střelec · b3 bílý dáma · c3 bílý pěšec · d3 černý pěšec · f3 bílý jezdec · a2 bílý pěšec · f2 bílý pěšec · g2 bílý pěšec · h2 bílý pěšec · a1 bílý věž · b1 bílý jezdec · c1 bílý střelec · e1 bílý věž · g1 bílý král | a8 černý věž · c8 černý střelec · e8 černý král · g8 černý jezdec · h8 černý věž · a7 černý pěšec · b7 černý pěšec · c7 černý pěšec · d7 černý pěšec · f7 černý pěšec · g7 černý pěšec · h7 černý pěšec · c6 černý jezdec · g6 černý dáma · a5 černý střelec · e5 bílý pěšec · c4 bílý střelec · b3 bílý dáma · c3 bílý pěšec · d3 černý pěšec · f3 bílý jezdec · a2 bílý pěšec · f2 bílý pěšec · g2 bílý pěšec · h2 bílý pěšec · a1 bílý věž · b1 bílý jezdec · c1 bílý střelec · e1 bílý věž · g1 bílý král | a8 černý věž · c8 černý střelec · e8 černý král · g8 černý jezdec · h8 černý věž · a7 černý pěšec · b7 černý pěšec · c7 černý pěšec · d7 černý pěšec · f7 černý pěšec · g7 černý pěšec · h7 černý pěšec · c6 černý jezdec · g6 černý dáma · a5 černý střelec · e5 bílý pěšec · c4 bílý střelec · b3 bílý dáma · c3 bílý pěšec · d3 černý pěšec · f3 bílý jezdec · a2 bílý pěšec · f2 bílý pěšec · g2 bílý pěšec · h2 bílý pěšec · a1 bílý věž · b1 bílý jezdec · c1 bílý střelec · e1 bílý věž · g1 bílý král | a8 černý věž · c8 černý střelec · e8 černý král · g8 černý jezdec · h8 černý věž · a7 černý pěšec · b7 černý pěšec · c7 černý pěšec · d7 černý pěšec · f7 černý pěšec · g7 černý pěšec · h7 černý pěšec · c6 černý jezdec · g6 černý dáma · a5 černý střelec · e5 bílý pěšec · c4 bílý střelec · b3 bílý dáma · c3 bílý pěšec · d3 černý pěšec · f3 bílý jezdec · a2 bílý pěšec · f2 bílý pěšec · g2 bílý pěšec · h2 bílý pěšec · a1 bílý věž · b1 bílý jezdec · c1 bílý střelec · e1 bílý věž · g1 bílý král | a8 černý věž · c8 černý střelec · e8 černý král · g8 černý jezdec · h8 černý věž · a7 černý pěšec · b7 černý pěšec · c7 černý pěšec · d7 černý pěšec · f7 černý pěšec · g7 černý pěšec · h7 černý pěšec · c6 černý jezdec · g6 černý dáma · a5 černý střelec · e5 bílý pěšec · c4 bílý střelec · b3 bílý dáma · c3 bílý pěšec · d3 černý pěšec · f3 bílý jezdec · a2 bílý pěšec · f2 bílý pěšec · g2 bílý pěšec · h2 bílý pěšec · a1 bílý věž · b1 bílý jezdec · c1 bílý střelec · e1 bílý věž · g1 bílý král | a8 černý věž · c8 černý střelec · e8 černý král · g8 černý jezdec · h8 černý věž · a7 černý pěšec · b7 černý pěšec · c7 černý pěšec · d7 černý pěšec · f7 černý pěšec · g7 černý pěšec · h7 černý pěšec · c6 černý jezdec · g6 černý dáma · a5 černý střelec · e5 bílý pěšec · c4 bílý střelec · b3 bílý dáma · c3 bílý pěšec · d3 černý pěšec · f3 bílý jezdec · a2 bílý pěšec · f2 bílý pěšec · g2 bílý pěšec · h2 bílý pěšec · a1 bílý věž · b1 bílý jezdec · c1 bílý střelec · e1 bílý věž · g1 bílý král | a8 černý věž · c8 černý střelec · e8 černý král · g8 černý jezdec · h8 černý věž · a7 černý pěšec · b7 černý pěšec · c7 černý pěšec · d7 černý pěšec · f7 černý pěšec · g7 černý pěšec · h7 černý pěšec · c6 černý jezdec · g6 černý dáma · a5 černý střelec · e5 bílý pěšec · c4 bílý střelec · b3 bílý dáma · c3 bílý pěšec · d3 černý pěšec · f3 bílý jezdec · a2 bílý pěšec · f2 bílý pěšec · g2 bílý pěšec · h2 bílý pěšec · a1 bílý věž · b1 bílý jezdec · c1 bílý střelec · e1 bílý věž · g1 bílý král | a8 černý věž · c8 černý střelec · e8 černý král · g8 černý jezdec · h8 černý věž · a7 černý pěšec · b7 černý pěšec · c7 černý pěšec · d7 černý pěšec · f7 černý pěšec · g7 černý pěšec · h7 černý pěšec · c6 černý jezdec · g6 černý dáma · a5 černý střelec · e5 bílý pěšec · c4 bílý střelec · b3 bílý dáma · c3 bílý pěšec · d3 černý pěšec · f3 bílý jezdec · a2 bílý pěšec · f2 bílý pěšec · g2 bílý pěšec · h2 bílý pěšec · a1 bílý věž · b1 bílý jezdec · c1 bílý střelec · e1 bílý věž · g1 bílý král | 4 |
| 3 | a8 černý věž · c8 černý střelec · e8 černý král · g8 černý jezdec · h8 černý věž · a7 černý pěšec · b7 černý pěšec · c7 černý pěšec · d7 černý pěšec · f7 černý pěšec · g7 černý pěšec · h7 černý pěšec · c6 černý jezdec · g6 černý dáma · a5 černý střelec · e5 bílý pěšec · c4 bílý střelec · b3 bílý dáma · c3 bílý pěšec · d3 černý pěšec · f3 bílý jezdec · a2 bílý pěšec · f2 bílý pěšec · g2 bílý pěšec · h2 bílý pěšec · a1 bílý věž · b1 bílý jezdec · c1 bílý střelec · e1 bílý věž · g1 bílý král | a8 černý věž · c8 černý střelec · e8 černý král · g8 černý jezdec · h8 černý věž · a7 černý pěšec · b7 černý pěšec · c7 černý pěšec · d7 černý pěšec · f7 černý pěšec · g7 černý pěšec · h7 černý pěšec · c6 černý jezdec · g6 černý dáma · a5 černý střelec · e5 bílý pěšec · c4 bílý střelec · b3 bílý dáma · c3 bílý pěšec · d3 černý pěšec · f3 bílý jezdec · a2 bílý pěšec · f2 bílý pěšec · g2 bílý pěšec · h2 bílý pěšec · a1 bílý věž · b1 bílý jezdec · c1 bílý střelec · e1 bílý věž · g1 bílý král | a8 černý věž · c8 černý střelec · e8 černý král · g8 černý jezdec · h8 černý věž · a7 černý pěšec · b7 černý pěšec · c7 černý pěšec · d7 černý pěšec · f7 černý pěšec · g7 černý pěšec · h7 černý pěšec · c6 černý jezdec · g6 černý dáma · a5 černý střelec · e5 bílý pěšec · c4 bílý střelec · b3 bílý dáma · c3 bílý pěšec · d3 černý pěšec · f3 bílý jezdec · a2 bílý pěšec · f2 bílý pěšec · g2 bílý pěšec · h2 bílý pěšec · a1 bílý věž · b1 bílý jezdec · c1 bílý střelec · e1 bílý věž · g1 bílý král | a8 černý věž · c8 černý střelec · e8 černý král · g8 černý jezdec · h8 černý věž · a7 černý pěšec · b7 černý pěšec · c7 černý pěšec · d7 černý pěšec · f7 černý pěšec · g7 černý pěšec · h7 černý pěšec · c6 černý jezdec · g6 černý dáma · a5 černý střelec · e5 bílý pěšec · c4 bílý střelec · b3 bílý dáma · c3 bílý pěšec · d3 černý pěšec · f3 bílý jezdec · a2 bílý pěšec · f2 bílý pěšec · g2 bílý pěšec · h2 bílý pěšec · a1 bílý věž · b1 bílý jezdec · c1 bílý střelec · e1 bílý věž · g1 bílý král | a8 černý věž · c8 černý střelec · e8 černý král · g8 černý jezdec · h8 černý věž · a7 černý pěšec · b7 černý pěšec · c7 černý pěšec · d7 černý pěšec · f7 černý pěšec · g7 černý pěšec · h7 černý pěšec · c6 černý jezdec · g6 černý dáma · a5 černý střelec · e5 bílý pěšec · c4 bílý střelec · b3 bílý dáma · c3 bílý pěšec · d3 černý pěšec · f3 bílý jezdec · a2 bílý pěšec · f2 bílý pěšec · g2 bílý pěšec · h2 bílý pěšec · a1 bílý věž · b1 bílý jezdec · c1 bílý střelec · e1 bílý věž · g1 bílý král | a8 černý věž · c8 černý střelec · e8 černý král · g8 černý jezdec · h8 černý věž · a7 černý pěšec · b7 černý pěšec · c7 černý pěšec · d7 černý pěšec · f7 černý pěšec · g7 černý pěšec · h7 černý pěšec · c6 černý jezdec · g6 černý dáma · a5 černý střelec · e5 bílý pěšec · c4 bílý střelec · b3 bílý dáma · c3 bílý pěšec · d3 černý pěšec · f3 bílý jezdec · a2 bílý pěšec · f2 bílý pěšec · g2 bílý pěšec · h2 bílý pěšec · a1 bílý věž · b1 bílý jezdec · c1 bílý střelec · e1 bílý věž · g1 bílý král | a8 černý věž · c8 černý střelec · e8 černý král · g8 černý jezdec · h8 černý věž · a7 černý pěšec · b7 černý pěšec · c7 černý pěšec · d7 černý pěšec · f7 černý pěšec · g7 černý pěšec · h7 černý pěšec · c6 černý jezdec · g6 černý dáma · a5 černý střelec · e5 bílý pěšec · c4 bílý střelec · b3 bílý dáma · c3 bílý pěšec · d3 černý pěšec · f3 bílý jezdec · a2 bílý pěšec · f2 bílý pěšec · g2 bílý pěšec · h2 bílý pěšec · a1 bílý věž · b1 bílý jezdec · c1 bílý střelec · e1 bílý věž · g1 bílý král | a8 černý věž · c8 černý střelec · e8 černý král · g8 černý jezdec · h8 černý věž · a7 černý pěšec · b7 černý pěšec · c7 černý pěšec · d7 černý pěšec · f7 černý pěšec · g7 černý pěšec · h7 černý pěšec · c6 černý jezdec · g6 černý dáma · a5 černý střelec · e5 bílý pěšec · c4 bílý střelec · b3 bílý dáma · c3 bílý pěšec · d3 černý pěšec · f3 bílý jezdec · a2 bílý pěšec · f2 bílý pěšec · g2 bílý pěšec · h2 bílý pěšec · a1 bílý věž · b1 bílý jezdec · c1 bílý střelec · e1 bílý věž · g1 bílý král | 3 |
| 2 | a8 černý věž · c8 černý střelec · e8 černý král · g8 černý jezdec · h8 černý věž · a7 černý pěšec · b7 černý pěšec · c7 černý pěšec · d7 černý pěšec · f7 černý pěšec · g7 černý pěšec · h7 černý pěšec · c6 černý jezdec · g6 černý dáma · a5 černý střelec · e5 bílý pěšec · c4 bílý střelec · b3 bílý dáma · c3 bílý pěšec · d3 černý pěšec · f3 bílý jezdec · a2 bílý pěšec · f2 bílý pěšec · g2 bílý pěšec · h2 bílý pěšec · a1 bílý věž · b1 bílý jezdec · c1 bílý střelec · e1 bílý věž · g1 bílý král | a8 černý věž · c8 černý střelec · e8 černý král · g8 černý jezdec · h8 černý věž · a7 černý pěšec · b7 černý pěšec · c7 černý pěšec · d7 černý pěšec · f7 černý pěšec · g7 černý pěšec · h7 černý pěšec · c6 černý jezdec · g6 černý dáma · a5 černý střelec · e5 bílý pěšec · c4 bílý střelec · b3 bílý dáma · c3 bílý pěšec · d3 černý pěšec · f3 bílý jezdec · a2 bílý pěšec · f2 bílý pěšec · g2 bílý pěšec · h2 bílý pěšec · a1 bílý věž · b1 bílý jezdec · c1 bílý střelec · e1 bílý věž · g1 bílý král | a8 černý věž · c8 černý střelec · e8 černý král · g8 černý jezdec · h8 černý věž · a7 černý pěšec · b7 černý pěšec · c7 černý pěšec · d7 černý pěšec · f7 černý pěšec · g7 černý pěšec · h7 černý pěšec · c6 černý jezdec · g6 černý dáma · a5 černý střelec · e5 bílý pěšec · c4 bílý střelec · b3 bílý dáma · c3 bílý pěšec · d3 černý pěšec · f3 bílý jezdec · a2 bílý pěšec · f2 bílý pěšec · g2 bílý pěšec · h2 bílý pěšec · a1 bílý věž · b1 bílý jezdec · c1 bílý střelec · e1 bílý věž · g1 bílý král | a8 černý věž · c8 černý střelec · e8 černý král · g8 černý jezdec · h8 černý věž · a7 černý pěšec · b7 černý pěšec · c7 černý pěšec · d7 černý pěšec · f7 černý pěšec · g7 černý pěšec · h7 černý pěšec · c6 černý jezdec · g6 černý dáma · a5 černý střelec · e5 bílý pěšec · c4 bílý střelec · b3 bílý dáma · c3 bílý pěšec · d3 černý pěšec · f3 bílý jezdec · a2 bílý pěšec · f2 bílý pěšec · g2 bílý pěšec · h2 bílý pěšec · a1 bílý věž · b1 bílý jezdec · c1 bílý střelec · e1 bílý věž · g1 bílý král | a8 černý věž · c8 černý střelec · e8 černý král · g8 černý jezdec · h8 černý věž · a7 černý pěšec · b7 černý pěšec · c7 černý pěšec · d7 černý pěšec · f7 černý pěšec · g7 černý pěšec · h7 černý pěšec · c6 černý jezdec · g6 černý dáma · a5 černý střelec · e5 bílý pěšec · c4 bílý střelec · b3 bílý dáma · c3 bílý pěšec · d3 černý pěšec · f3 bílý jezdec · a2 bílý pěšec · f2 bílý pěšec · g2 bílý pěšec · h2 bílý pěšec · a1 bílý věž · b1 bílý jezdec · c1 bílý střelec · e1 bílý věž · g1 bílý král | a8 černý věž · c8 černý střelec · e8 černý král · g8 černý jezdec · h8 černý věž · a7 černý pěšec · b7 černý pěšec · c7 černý pěšec · d7 černý pěšec · f7 černý pěšec · g7 černý pěšec · h7 černý pěšec · c6 černý jezdec · g6 černý dáma · a5 černý střelec · e5 bílý pěšec · c4 bílý střelec · b3 bílý dáma · c3 bílý pěšec · d3 černý pěšec · f3 bílý jezdec · a2 bílý pěšec · f2 bílý pěšec · g2 bílý pěšec · h2 bílý pěšec · a1 bílý věž · b1 bílý jezdec · c1 bílý střelec · e1 bílý věž · g1 bílý král | a8 černý věž · c8 černý střelec · e8 černý král · g8 černý jezdec · h8 černý věž · a7 černý pěšec · b7 černý pěšec · c7 černý pěšec · d7 černý pěšec · f7 černý pěšec · g7 černý pěšec · h7 černý pěšec · c6 černý jezdec · g6 černý dáma · a5 černý střelec · e5 bílý pěšec · c4 bílý střelec · b3 bílý dáma · c3 bílý pěšec · d3 černý pěšec · f3 bílý jezdec · a2 bílý pěšec · f2 bílý pěšec · g2 bílý pěšec · h2 bílý pěšec · a1 bílý věž · b1 bílý jezdec · c1 bílý střelec · e1 bílý věž · g1 bílý král | a8 černý věž · c8 černý střelec · e8 černý král · g8 černý jezdec · h8 černý věž · a7 černý pěšec · b7 černý pěšec · c7 černý pěšec · d7 černý pěšec · f7 černý pěšec · g7 černý pěšec · h7 černý pěšec · c6 černý jezdec · g6 černý dáma · a5 černý střelec · e5 bílý pěšec · c4 bílý střelec · b3 bílý dáma · c3 bílý pěšec · d3 černý pěšec · f3 bílý jezdec · a2 bílý pěšec · f2 bílý pěšec · g2 bílý pěšec · h2 bílý pěšec · a1 bílý věž · b1 bílý jezdec · c1 bílý střelec · e1 bílý věž · g1 bílý král | 2 |
| 1 | a8 černý věž · c8 černý střelec · e8 černý král · g8 černý jezdec · h8 černý věž · a7 černý pěšec · b7 černý pěšec · c7 černý pěšec · d7 černý pěšec · f7 černý pěšec · g7 černý pěšec · h7 černý pěšec · c6 černý jezdec · g6 černý dáma · a5 černý střelec · e5 bílý pěšec · c4 bílý střelec · b3 bílý dáma · c3 bílý pěšec · d3 černý pěšec · f3 bílý jezdec · a2 bílý pěšec · f2 bílý pěšec · g2 bílý pěšec · h2 bílý pěšec · a1 bílý věž · b1 bílý jezdec · c1 bílý střelec · e1 bílý věž · g1 bílý král | a8 černý věž · c8 černý střelec · e8 černý král · g8 černý jezdec · h8 černý věž · a7 černý pěšec · b7 černý pěšec · c7 černý pěšec · d7 černý pěšec · f7 černý pěšec · g7 černý pěšec · h7 černý pěšec · c6 černý jezdec · g6 černý dáma · a5 černý střelec · e5 bílý pěšec · c4 bílý střelec · b3 bílý dáma · c3 bílý pěšec · d3 černý pěšec · f3 bílý jezdec · a2 bílý pěšec · f2 bílý pěšec · g2 bílý pěšec · h2 bílý pěšec · a1 bílý věž · b1 bílý jezdec · c1 bílý střelec · e1 bílý věž · g1 bílý král | a8 černý věž · c8 černý střelec · e8 černý král · g8 černý jezdec · h8 černý věž · a7 černý pěšec · b7 černý pěšec · c7 černý pěšec · d7 černý pěšec · f7 černý pěšec · g7 černý pěšec · h7 černý pěšec · c6 černý jezdec · g6 černý dáma · a5 černý střelec · e5 bílý pěšec · c4 bílý střelec · b3 bílý dáma · c3 bílý pěšec · d3 černý pěšec · f3 bílý jezdec · a2 bílý pěšec · f2 bílý pěšec · g2 bílý pěšec · h2 bílý pěšec · a1 bílý věž · b1 bílý jezdec · c1 bílý střelec · e1 bílý věž · g1 bílý král | a8 černý věž · c8 černý střelec · e8 černý král · g8 černý jezdec · h8 černý věž · a7 černý pěšec · b7 černý pěšec · c7 černý pěšec · d7 černý pěšec · f7 černý pěšec · g7 černý pěšec · h7 černý pěšec · c6 černý jezdec · g6 černý dáma · a5 černý střelec · e5 bílý pěšec · c4 bílý střelec · b3 bílý dáma · c3 bílý pěšec · d3 černý pěšec · f3 bílý jezdec · a2 bílý pěšec · f2 bílý pěšec · g2 bílý pěšec · h2 bílý pěšec · a1 bílý věž · b1 bílý jezdec · c1 bílý střelec · e1 bílý věž · g1 bílý král | a8 černý věž · c8 černý střelec · e8 černý král · g8 černý jezdec · h8 černý věž · a7 černý pěšec · b7 černý pěšec · c7 černý pěšec · d7 černý pěšec · f7 černý pěšec · g7 černý pěšec · h7 černý pěšec · c6 černý jezdec · g6 černý dáma · a5 černý střelec · e5 bílý pěšec · c4 bílý střelec · b3 bílý dáma · c3 bílý pěšec · d3 černý pěšec · f3 bílý jezdec · a2 bílý pěšec · f2 bílý pěšec · g2 bílý pěšec · h2 bílý pěšec · a1 bílý věž · b1 bílý jezdec · c1 bílý střelec · e1 bílý věž · g1 bílý král | a8 černý věž · c8 černý střelec · e8 černý král · g8 černý jezdec · h8 černý věž · a7 černý pěšec · b7 černý pěšec · c7 černý pěšec · d7 černý pěšec · f7 černý pěšec · g7 černý pěšec · h7 černý pěšec · c6 černý jezdec · g6 černý dáma · a5 černý střelec · e5 bílý pěšec · c4 bílý střelec · b3 bílý dáma · c3 bílý pěšec · d3 černý pěšec · f3 bílý jezdec · a2 bílý pěšec · f2 bílý pěšec · g2 bílý pěšec · h2 bílý pěšec · a1 bílý věž · b1 bílý jezdec · c1 bílý střelec · e1 bílý věž · g1 bílý král | a8 černý věž · c8 černý střelec · e8 černý král · g8 černý jezdec · h8 černý věž · a7 černý pěšec · b7 černý pěšec · c7 černý pěšec · d7 černý pěšec · f7 černý pěšec · g7 černý pěšec · h7 černý pěšec · c6 černý jezdec · g6 černý dáma · a5 černý střelec · e5 bílý pěšec · c4 bílý střelec · b3 bílý dáma · c3 bílý pěšec · d3 černý pěšec · f3 bílý jezdec · a2 bílý pěšec · f2 bílý pěšec · g2 bílý pěšec · h2 bílý pěšec · a1 bílý věž · b1 bílý jezdec · c1 bílý střelec · e1 bílý věž · g1 bílý král | a8 černý věž · c8 černý střelec · e8 černý král · g8 černý jezdec · h8 černý věž · a7 černý pěšec · b7 černý pěšec · c7 černý pěšec · d7 černý pěšec · f7 černý pěšec · g7 černý pěšec · h7 černý pěšec · c6 černý jezdec · g6 černý dáma · a5 černý střelec · e5 bílý pěšec · c4 bílý střelec · b3 bílý dáma · c3 bílý pěšec · d3 černý pěšec · f3 bílý jezdec · a2 bílý pěšec · f2 bílý pěšec · g2 bílý pěšec · h2 bílý pěšec · a1 bílý věž · b1 bílý jezdec · c1 bílý střelec · e1 bílý věž · g1 bílý král | 1 |
|   | a | b | c | d | e | f | g | h |   |

10. Ve1
Možné zde bylo i okamžité 10.Sa3
10. …Jge7
V později hrané partii stejných hráčů v Berlíně 1858 se pokusil hru zlepšit Dufresne tahem 10..Sb6?! ale po 11.Dd1! získal Anderssen výhodu.
11.Sa3?!
Na tomto místě bylo lepší 11.Dd1 s aktivní pozicí bílého.
11. … b5?
Černý se pokouší získat protihru obětí pěšce, aby dostal do hry věž z dámského křídla a získal při tom tempo.
Chybou by bylo i 11..a6 na čež by bílý zahrál 12.Ve3 s převahou.
Černý zde ale mohl zahrát 11..0-0! s plánem protiúderu tahem d5, díky čemuž by získal výhodnou pozici.
12. Dxb5 Vb8 13. Da4 Sb6
Černý nemůže provést rošádu, protože tah 14. Sxe7 by vedl ke ztrátě figury, neboť jezdec na c6 nemůže chránit současně jezdce na e7 a střelce na a5.
14. Jbd2 Sb7?
Po lepším 14..0-0 15.Je4 by stál bílý lépe.
15. Je4 Df5?
Lasker na tomto místě doporučil jako nejlepší 15..d2! 16.Jexd2 0-0 s výhodou bílého.
16. Sxd3 Dh5 17. Jf6+?
Po jednodušším 17. Jg3 Dh6 18. Sc1 De6 19. Sc4 Jd5 20.Jg5 by pozice černého byla beznadějná. Anderssen se však raději rozhodl pro gigantickou kombinaci.
|   | a | b | c | d | e | f | g | h |   |
| 8 | b8 černý věž · e8 černý král · g8 černý věž · a7 černý pěšec · b7 černý střelec · c7 černý pěšec · d7 černý pěšec · e7 černý jezdec · f7 černý pěšec · h7 černý pěšec · b6 černý střelec · c6 černý jezdec · f6 bílý pěšec · a4 bílý dáma · a3 bílý střelec · c3 bílý pěšec · d3 bílý střelec · f3 černý dáma · a2 bílý pěšec · f2 bílý pěšec · g2 bílý pěšec · h2 bílý pěšec · d1 bílý věž · e1 bílý věž · g1 bílý král | b8 černý věž · e8 černý král · g8 černý věž · a7 černý pěšec · b7 černý střelec · c7 černý pěšec · d7 černý pěšec · e7 černý jezdec · f7 černý pěšec · h7 černý pěšec · b6 černý střelec · c6 černý jezdec · f6 bílý pěšec · a4 bílý dáma · a3 bílý střelec · c3 bílý pěšec · d3 bílý střelec · f3 černý dáma · a2 bílý pěšec · f2 bílý pěšec · g2 bílý pěšec · h2 bílý pěšec · d1 bílý věž · e1 bílý věž · g1 bílý král | b8 černý věž · e8 černý král · g8 černý věž · a7 černý pěšec · b7 černý střelec · c7 černý pěšec · d7 černý pěšec · e7 černý jezdec · f7 černý pěšec · h7 černý pěšec · b6 černý střelec · c6 černý jezdec · f6 bílý pěšec · a4 bílý dáma · a3 bílý střelec · c3 bílý pěšec · d3 bílý střelec · f3 černý dáma · a2 bílý pěšec · f2 bílý pěšec · g2 bílý pěšec · h2 bílý pěšec · d1 bílý věž · e1 bílý věž · g1 bílý král | b8 černý věž · e8 černý král · g8 černý věž · a7 černý pěšec · b7 černý střelec · c7 černý pěšec · d7 černý pěšec · e7 černý jezdec · f7 černý pěšec · h7 černý pěšec · b6 černý střelec · c6 černý jezdec · f6 bílý pěšec · a4 bílý dáma · a3 bílý střelec · c3 bílý pěšec · d3 bílý střelec · f3 černý dáma · a2 bílý pěšec · f2 bílý pěšec · g2 bílý pěšec · h2 bílý pěšec · d1 bílý věž · e1 bílý věž · g1 bílý král | b8 černý věž · e8 černý král · g8 černý věž · a7 černý pěšec · b7 černý střelec · c7 černý pěšec · d7 černý pěšec · e7 černý jezdec · f7 černý pěšec · h7 černý pěšec · b6 černý střelec · c6 černý jezdec · f6 bílý pěšec · a4 bílý dáma · a3 bílý střelec · c3 bílý pěšec · d3 bílý střelec · f3 černý dáma · a2 bílý pěšec · f2 bílý pěšec · g2 bílý pěšec · h2 bílý pěšec · d1 bílý věž · e1 bílý věž · g1 bílý král | b8 černý věž · e8 černý král · g8 černý věž · a7 černý pěšec · b7 černý střelec · c7 černý pěšec · d7 černý pěšec · e7 černý jezdec · f7 černý pěšec · h7 černý pěšec · b6 černý střelec · c6 černý jezdec · f6 bílý pěšec · a4 bílý dáma · a3 bílý střelec · c3 bílý pěšec · d3 bílý střelec · f3 černý dáma · a2 bílý pěšec · f2 bílý pěšec · g2 bílý pěšec · h2 bílý pěšec · d1 bílý věž · e1 bílý věž · g1 bílý král | b8 černý věž · e8 černý král · g8 černý věž · a7 černý pěšec · b7 černý střelec · c7 černý pěšec · d7 černý pěšec · e7 černý jezdec · f7 černý pěšec · h7 černý pěšec · b6 černý střelec · c6 černý jezdec · f6 bílý pěšec · a4 bílý dáma · a3 bílý střelec · c3 bílý pěšec · d3 bílý střelec · f3 černý dáma · a2 bílý pěšec · f2 bílý pěšec · g2 bílý pěšec · h2 bílý pěšec · d1 bílý věž · e1 bílý věž · g1 bílý král | b8 černý věž · e8 černý král · g8 černý věž · a7 černý pěšec · b7 černý střelec · c7 černý pěšec · d7 černý pěšec · e7 černý jezdec · f7 černý pěšec · h7 černý pěšec · b6 černý střelec · c6 černý jezdec · f6 bílý pěšec · a4 bílý dáma · a3 bílý střelec · c3 bílý pěšec · d3 bílý střelec · f3 černý dáma · a2 bílý pěšec · f2 bílý pěšec · g2 bílý pěšec · h2 bílý pěšec · d1 bílý věž · e1 bílý věž · g1 bílý král | 8 |
| 7 | b8 černý věž · e8 černý král · g8 černý věž · a7 černý pěšec · b7 černý střelec · c7 černý pěšec · d7 černý pěšec · e7 černý jezdec · f7 černý pěšec · h7 černý pěšec · b6 černý střelec · c6 černý jezdec · f6 bílý pěšec · a4 bílý dáma · a3 bílý střelec · c3 bílý pěšec · d3 bílý střelec · f3 černý dáma · a2 bílý pěšec · f2 bílý pěšec · g2 bílý pěšec · h2 bílý pěšec · d1 bílý věž · e1 bílý věž · g1 bílý král | b8 černý věž · e8 černý král · g8 černý věž · a7 černý pěšec · b7 černý střelec · c7 černý pěšec · d7 černý pěšec · e7 černý jezdec · f7 černý pěšec · h7 černý pěšec · b6 černý střelec · c6 černý jezdec · f6 bílý pěšec · a4 bílý dáma · a3 bílý střelec · c3 bílý pěšec · d3 bílý střelec · f3 černý dáma · a2 bílý pěšec · f2 bílý pěšec · g2 bílý pěšec · h2 bílý pěšec · d1 bílý věž · e1 bílý věž · g1 bílý král | b8 černý věž · e8 černý král · g8 černý věž · a7 černý pěšec · b7 černý střelec · c7 černý pěšec · d7 černý pěšec · e7 černý jezdec · f7 černý pěšec · h7 černý pěšec · b6 černý střelec · c6 černý jezdec · f6 bílý pěšec · a4 bílý dáma · a3 bílý střelec · c3 bílý pěšec · d3 bílý střelec · f3 černý dáma · a2 bílý pěšec · f2 bílý pěšec · g2 bílý pěšec · h2 bílý pěšec · d1 bílý věž · e1 bílý věž · g1 bílý král | b8 černý věž · e8 černý král · g8 černý věž · a7 černý pěšec · b7 černý střelec · c7 černý pěšec · d7 černý pěšec · e7 černý jezdec · f7 černý pěšec · h7 černý pěšec · b6 černý střelec · c6 černý jezdec · f6 bílý pěšec · a4 bílý dáma · a3 bílý střelec · c3 bílý pěšec · d3 bílý střelec · f3 černý dáma · a2 bílý pěšec · f2 bílý pěšec · g2 bílý pěšec · h2 bílý pěšec · d1 bílý věž · e1 bílý věž · g1 bílý král | b8 černý věž · e8 černý král · g8 černý věž · a7 černý pěšec · b7 černý střelec · c7 černý pěšec · d7 černý pěšec · e7 černý jezdec · f7 černý pěšec · h7 černý pěšec · b6 černý střelec · c6 černý jezdec · f6 bílý pěšec · a4 bílý dáma · a3 bílý střelec · c3 bílý pěšec · d3 bílý střelec · f3 černý dáma · a2 bílý pěšec · f2 bílý pěšec · g2 bílý pěšec · h2 bílý pěšec · d1 bílý věž · e1 bílý věž · g1 bílý král | b8 černý věž · e8 černý král · g8 černý věž · a7 černý pěšec · b7 černý střelec · c7 černý pěšec · d7 černý pěšec · e7 černý jezdec · f7 černý pěšec · h7 černý pěšec · b6 černý střelec · c6 černý jezdec · f6 bílý pěšec · a4 bílý dáma · a3 bílý střelec · c3 bílý pěšec · d3 bílý střelec · f3 černý dáma · a2 bílý pěšec · f2 bílý pěšec · g2 bílý pěšec · h2 bílý pěšec · d1 bílý věž · e1 bílý věž · g1 bílý král | b8 černý věž · e8 černý král · g8 černý věž · a7 černý pěšec · b7 černý střelec · c7 černý pěšec · d7 černý pěšec · e7 černý jezdec · f7 černý pěšec · h7 černý pěšec · b6 černý střelec · c6 černý jezdec · f6 bílý pěšec · a4 bílý dáma · a3 bílý střelec · c3 bílý pěšec · d3 bílý střelec · f3 černý dáma · a2 bílý pěšec · f2 bílý pěšec · g2 bílý pěšec · h2 bílý pěšec · d1 bílý věž · e1 bílý věž · g1 bílý král | b8 černý věž · e8 černý král · g8 černý věž · a7 černý pěšec · b7 černý střelec · c7 černý pěšec · d7 černý pěšec · e7 černý jezdec · f7 černý pěšec · h7 černý pěšec · b6 černý střelec · c6 černý jezdec · f6 bílý pěšec · a4 bílý dáma · a3 bílý střelec · c3 bílý pěšec · d3 bílý střelec · f3 černý dáma · a2 bílý pěšec · f2 bílý pěšec · g2 bílý pěšec · h2 bílý pěšec · d1 bílý věž · e1 bílý věž · g1 bílý král | 7 |
| 6 | b8 černý věž · e8 černý král · g8 černý věž · a7 černý pěšec · b7 černý střelec · c7 černý pěšec · d7 černý pěšec · e7 černý jezdec · f7 černý pěšec · h7 černý pěšec · b6 černý střelec · c6 černý jezdec · f6 bílý pěšec · a4 bílý dáma · a3 bílý střelec · c3 bílý pěšec · d3 bílý střelec · f3 černý dáma · a2 bílý pěšec · f2 bílý pěšec · g2 bílý pěšec · h2 bílý pěšec · d1 bílý věž · e1 bílý věž · g1 bílý král | b8 černý věž · e8 černý král · g8 černý věž · a7 černý pěšec · b7 černý střelec · c7 černý pěšec · d7 černý pěšec · e7 černý jezdec · f7 černý pěšec · h7 černý pěšec · b6 černý střelec · c6 černý jezdec · f6 bílý pěšec · a4 bílý dáma · a3 bílý střelec · c3 bílý pěšec · d3 bílý střelec · f3 černý dáma · a2 bílý pěšec · f2 bílý pěšec · g2 bílý pěšec · h2 bílý pěšec · d1 bílý věž · e1 bílý věž · g1 bílý král | b8 černý věž · e8 černý král · g8 černý věž · a7 černý pěšec · b7 černý střelec · c7 černý pěšec · d7 černý pěšec · e7 černý jezdec · f7 černý pěšec · h7 černý pěšec · b6 černý střelec · c6 černý jezdec · f6 bílý pěšec · a4 bílý dáma · a3 bílý střelec · c3 bílý pěšec · d3 bílý střelec · f3 černý dáma · a2 bílý pěšec · f2 bílý pěšec · g2 bílý pěšec · h2 bílý pěšec · d1 bílý věž · e1 bílý věž · g1 bílý král | b8 černý věž · e8 černý král · g8 černý věž · a7 černý pěšec · b7 černý střelec · c7 černý pěšec · d7 černý pěšec · e7 černý jezdec · f7 černý pěšec · h7 černý pěšec · b6 černý střelec · c6 černý jezdec · f6 bílý pěšec · a4 bílý dáma · a3 bílý střelec · c3 bílý pěšec · d3 bílý střelec · f3 černý dáma · a2 bílý pěšec · f2 bílý pěšec · g2 bílý pěšec · h2 bílý pěšec · d1 bílý věž · e1 bílý věž · g1 bílý král | b8 černý věž · e8 černý král · g8 černý věž · a7 černý pěšec · b7 černý střelec · c7 černý pěšec · d7 černý pěšec · e7 černý jezdec · f7 černý pěšec · h7 černý pěšec · b6 černý střelec · c6 černý jezdec · f6 bílý pěšec · a4 bílý dáma · a3 bílý střelec · c3 bílý pěšec · d3 bílý střelec · f3 černý dáma · a2 bílý pěšec · f2 bílý pěšec · g2 bílý pěšec · h2 bílý pěšec · d1 bílý věž · e1 bílý věž · g1 bílý král | b8 černý věž · e8 černý král · g8 černý věž · a7 černý pěšec · b7 černý střelec · c7 černý pěšec · d7 černý pěšec · e7 černý jezdec · f7 černý pěšec · h7 černý pěšec · b6 černý střelec · c6 černý jezdec · f6 bílý pěšec · a4 bílý dáma · a3 bílý střelec · c3 bílý pěšec · d3 bílý střelec · f3 černý dáma · a2 bílý pěšec · f2 bílý pěšec · g2 bílý pěšec · h2 bílý pěšec · d1 bílý věž · e1 bílý věž · g1 bílý král | b8 černý věž · e8 černý král · g8 černý věž · a7 černý pěšec · b7 černý střelec · c7 černý pěšec · d7 černý pěšec · e7 černý jezdec · f7 černý pěšec · h7 černý pěšec · b6 černý střelec · c6 černý jezdec · f6 bílý pěšec · a4 bílý dáma · a3 bílý střelec · c3 bílý pěšec · d3 bílý střelec · f3 černý dáma · a2 bílý pěšec · f2 bílý pěšec · g2 bílý pěšec · h2 bílý pěšec · d1 bílý věž · e1 bílý věž · g1 bílý král | b8 černý věž · e8 černý král · g8 černý věž · a7 černý pěšec · b7 černý střelec · c7 černý pěšec · d7 černý pěšec · e7 černý jezdec · f7 černý pěšec · h7 černý pěšec · b6 černý střelec · c6 černý jezdec · f6 bílý pěšec · a4 bílý dáma · a3 bílý střelec · c3 bílý pěšec · d3 bílý střelec · f3 černý dáma · a2 bílý pěšec · f2 bílý pěšec · g2 bílý pěšec · h2 bílý pěšec · d1 bílý věž · e1 bílý věž · g1 bílý král | 6 |
| 5 | b8 černý věž · e8 černý král · g8 černý věž · a7 černý pěšec · b7 černý střelec · c7 černý pěšec · d7 černý pěšec · e7 černý jezdec · f7 černý pěšec · h7 černý pěšec · b6 černý střelec · c6 černý jezdec · f6 bílý pěšec · a4 bílý dáma · a3 bílý střelec · c3 bílý pěšec · d3 bílý střelec · f3 černý dáma · a2 bílý pěšec · f2 bílý pěšec · g2 bílý pěšec · h2 bílý pěšec · d1 bílý věž · e1 bílý věž · g1 bílý král | b8 černý věž · e8 černý král · g8 černý věž · a7 černý pěšec · b7 černý střelec · c7 černý pěšec · d7 černý pěšec · e7 černý jezdec · f7 černý pěšec · h7 černý pěšec · b6 černý střelec · c6 černý jezdec · f6 bílý pěšec · a4 bílý dáma · a3 bílý střelec · c3 bílý pěšec · d3 bílý střelec · f3 černý dáma · a2 bílý pěšec · f2 bílý pěšec · g2 bílý pěšec · h2 bílý pěšec · d1 bílý věž · e1 bílý věž · g1 bílý král | b8 černý věž · e8 černý král · g8 černý věž · a7 černý pěšec · b7 černý střelec · c7 černý pěšec · d7 černý pěšec · e7 černý jezdec · f7 černý pěšec · h7 černý pěšec · b6 černý střelec · c6 černý jezdec · f6 bílý pěšec · a4 bílý dáma · a3 bílý střelec · c3 bílý pěšec · d3 bílý střelec · f3 černý dáma · a2 bílý pěšec · f2 bílý pěšec · g2 bílý pěšec · h2 bílý pěšec · d1 bílý věž · e1 bílý věž · g1 bílý král | b8 černý věž · e8 černý král · g8 černý věž · a7 černý pěšec · b7 černý střelec · c7 černý pěšec · d7 černý pěšec · e7 černý jezdec · f7 černý pěšec · h7 černý pěšec · b6 černý střelec · c6 černý jezdec · f6 bílý pěšec · a4 bílý dáma · a3 bílý střelec · c3 bílý pěšec · d3 bílý střelec · f3 černý dáma · a2 bílý pěšec · f2 bílý pěšec · g2 bílý pěšec · h2 bílý pěšec · d1 bílý věž · e1 bílý věž · g1 bílý král | b8 černý věž · e8 černý král · g8 černý věž · a7 černý pěšec · b7 černý střelec · c7 černý pěšec · d7 černý pěšec · e7 černý jezdec · f7 černý pěšec · h7 černý pěšec · b6 černý střelec · c6 černý jezdec · f6 bílý pěšec · a4 bílý dáma · a3 bílý střelec · c3 bílý pěšec · d3 bílý střelec · f3 černý dáma · a2 bílý pěšec · f2 bílý pěšec · g2 bílý pěšec · h2 bílý pěšec · d1 bílý věž · e1 bílý věž · g1 bílý král | b8 černý věž · e8 černý král · g8 černý věž · a7 černý pěšec · b7 černý střelec · c7 černý pěšec · d7 černý pěšec · e7 černý jezdec · f7 černý pěšec · h7 černý pěšec · b6 černý střelec · c6 černý jezdec · f6 bílý pěšec · a4 bílý dáma · a3 bílý střelec · c3 bílý pěšec · d3 bílý střelec · f3 černý dáma · a2 bílý pěšec · f2 bílý pěšec · g2 bílý pěšec · h2 bílý pěšec · d1 bílý věž · e1 bílý věž · g1 bílý král | b8 černý věž · e8 černý král · g8 černý věž · a7 černý pěšec · b7 černý střelec · c7 černý pěšec · d7 černý pěšec · e7 černý jezdec · f7 černý pěšec · h7 černý pěšec · b6 černý střelec · c6 černý jezdec · f6 bílý pěšec · a4 bílý dáma · a3 bílý střelec · c3 bílý pěšec · d3 bílý střelec · f3 černý dáma · a2 bílý pěšec · f2 bílý pěšec · g2 bílý pěšec · h2 bílý pěšec · d1 bílý věž · e1 bílý věž · g1 bílý král | b8 černý věž · e8 černý král · g8 černý věž · a7 černý pěšec · b7 černý střelec · c7 černý pěšec · d7 černý pěšec · e7 černý jezdec · f7 černý pěšec · h7 černý pěšec · b6 černý střelec · c6 černý jezdec · f6 bílý pěšec · a4 bílý dáma · a3 bílý střelec · c3 bílý pěšec · d3 bílý střelec · f3 černý dáma · a2 bílý pěšec · f2 bílý pěšec · g2 bílý pěšec · h2 bílý pěšec · d1 bílý věž · e1 bílý věž · g1 bílý král | 5 |
| 4 | b8 černý věž · e8 černý král · g8 černý věž · a7 černý pěšec · b7 černý střelec · c7 černý pěšec · d7 černý pěšec · e7 černý jezdec · f7 černý pěšec · h7 černý pěšec · b6 černý střelec · c6 černý jezdec · f6 bílý pěšec · a4 bílý dáma · a3 bílý střelec · c3 bílý pěšec · d3 bílý střelec · f3 černý dáma · a2 bílý pěšec · f2 bílý pěšec · g2 bílý pěšec · h2 bílý pěšec · d1 bílý věž · e1 bílý věž · g1 bílý král | b8 černý věž · e8 černý král · g8 černý věž · a7 černý pěšec · b7 černý střelec · c7 černý pěšec · d7 černý pěšec · e7 černý jezdec · f7 černý pěšec · h7 černý pěšec · b6 černý střelec · c6 černý jezdec · f6 bílý pěšec · a4 bílý dáma · a3 bílý střelec · c3 bílý pěšec · d3 bílý střelec · f3 černý dáma · a2 bílý pěšec · f2 bílý pěšec · g2 bílý pěšec · h2 bílý pěšec · d1 bílý věž · e1 bílý věž · g1 bílý král | b8 černý věž · e8 černý král · g8 černý věž · a7 černý pěšec · b7 černý střelec · c7 černý pěšec · d7 černý pěšec · e7 černý jezdec · f7 černý pěšec · h7 černý pěšec · b6 černý střelec · c6 černý jezdec · f6 bílý pěšec · a4 bílý dáma · a3 bílý střelec · c3 bílý pěšec · d3 bílý střelec · f3 černý dáma · a2 bílý pěšec · f2 bílý pěšec · g2 bílý pěšec · h2 bílý pěšec · d1 bílý věž · e1 bílý věž · g1 bílý král | b8 černý věž · e8 černý král · g8 černý věž · a7 černý pěšec · b7 černý střelec · c7 černý pěšec · d7 černý pěšec · e7 černý jezdec · f7 černý pěšec · h7 černý pěšec · b6 černý střelec · c6 černý jezdec · f6 bílý pěšec · a4 bílý dáma · a3 bílý střelec · c3 bílý pěšec · d3 bílý střelec · f3 černý dáma · a2 bílý pěšec · f2 bílý pěšec · g2 bílý pěšec · h2 bílý pěšec · d1 bílý věž · e1 bílý věž · g1 bílý král | b8 černý věž · e8 černý král · g8 černý věž · a7 černý pěšec · b7 černý střelec · c7 černý pěšec · d7 černý pěšec · e7 černý jezdec · f7 černý pěšec · h7 černý pěšec · b6 černý střelec · c6 černý jezdec · f6 bílý pěšec · a4 bílý dáma · a3 bílý střelec · c3 bílý pěšec · d3 bílý střelec · f3 černý dáma · a2 bílý pěšec · f2 bílý pěšec · g2 bílý pěšec · h2 bílý pěšec · d1 bílý věž · e1 bílý věž · g1 bílý král | b8 černý věž · e8 černý král · g8 černý věž · a7 černý pěšec · b7 černý střelec · c7 černý pěšec · d7 černý pěšec · e7 černý jezdec · f7 černý pěšec · h7 černý pěšec · b6 černý střelec · c6 černý jezdec · f6 bílý pěšec · a4 bílý dáma · a3 bílý střelec · c3 bílý pěšec · d3 bílý střelec · f3 černý dáma · a2 bílý pěšec · f2 bílý pěšec · g2 bílý pěšec · h2 bílý pěšec · d1 bílý věž · e1 bílý věž · g1 bílý král | b8 černý věž · e8 černý král · g8 černý věž · a7 černý pěšec · b7 černý střelec · c7 černý pěšec · d7 černý pěšec · e7 černý jezdec · f7 černý pěšec · h7 černý pěšec · b6 černý střelec · c6 černý jezdec · f6 bílý pěšec · a4 bílý dáma · a3 bílý střelec · c3 bílý pěšec · d3 bílý střelec · f3 černý dáma · a2 bílý pěšec · f2 bílý pěšec · g2 bílý pěšec · h2 bílý pěšec · d1 bílý věž · e1 bílý věž · g1 bílý král | b8 černý věž · e8 černý král · g8 černý věž · a7 černý pěšec · b7 černý střelec · c7 černý pěšec · d7 černý pěšec · e7 černý jezdec · f7 černý pěšec · h7 černý pěšec · b6 černý střelec · c6 černý jezdec · f6 bílý pěšec · a4 bílý dáma · a3 bílý střelec · c3 bílý pěšec · d3 bílý střelec · f3 černý dáma · a2 bílý pěšec · f2 bílý pěšec · g2 bílý pěšec · h2 bílý pěšec · d1 bílý věž · e1 bílý věž · g1 bílý král | 4 |
| 3 | b8 černý věž · e8 černý král · g8 černý věž · a7 černý pěšec · b7 černý střelec · c7 černý pěšec · d7 černý pěšec · e7 černý jezdec · f7 černý pěšec · h7 černý pěšec · b6 černý střelec · c6 černý jezdec · f6 bílý pěšec · a4 bílý dáma · a3 bílý střelec · c3 bílý pěšec · d3 bílý střelec · f3 černý dáma · a2 bílý pěšec · f2 bílý pěšec · g2 bílý pěšec · h2 bílý pěšec · d1 bílý věž · e1 bílý věž · g1 bílý král | b8 černý věž · e8 černý král · g8 černý věž · a7 černý pěšec · b7 černý střelec · c7 černý pěšec · d7 černý pěšec · e7 černý jezdec · f7 černý pěšec · h7 černý pěšec · b6 černý střelec · c6 černý jezdec · f6 bílý pěšec · a4 bílý dáma · a3 bílý střelec · c3 bílý pěšec · d3 bílý střelec · f3 černý dáma · a2 bílý pěšec · f2 bílý pěšec · g2 bílý pěšec · h2 bílý pěšec · d1 bílý věž · e1 bílý věž · g1 bílý král | b8 černý věž · e8 černý král · g8 černý věž · a7 černý pěšec · b7 černý střelec · c7 černý pěšec · d7 černý pěšec · e7 černý jezdec · f7 černý pěšec · h7 černý pěšec · b6 černý střelec · c6 černý jezdec · f6 bílý pěšec · a4 bílý dáma · a3 bílý střelec · c3 bílý pěšec · d3 bílý střelec · f3 černý dáma · a2 bílý pěšec · f2 bílý pěšec · g2 bílý pěšec · h2 bílý pěšec · d1 bílý věž · e1 bílý věž · g1 bílý král | b8 černý věž · e8 černý král · g8 černý věž · a7 černý pěšec · b7 černý střelec · c7 černý pěšec · d7 černý pěšec · e7 černý jezdec · f7 černý pěšec · h7 černý pěšec · b6 černý střelec · c6 černý jezdec · f6 bílý pěšec · a4 bílý dáma · a3 bílý střelec · c3 bílý pěšec · d3 bílý střelec · f3 černý dáma · a2 bílý pěšec · f2 bílý pěšec · g2 bílý pěšec · h2 bílý pěšec · d1 bílý věž · e1 bílý věž · g1 bílý král | b8 černý věž · e8 černý král · g8 černý věž · a7 černý pěšec · b7 černý střelec · c7 černý pěšec · d7 černý pěšec · e7 černý jezdec · f7 černý pěšec · h7 černý pěšec · b6 černý střelec · c6 černý jezdec · f6 bílý pěšec · a4 bílý dáma · a3 bílý střelec · c3 bílý pěšec · d3 bílý střelec · f3 černý dáma · a2 bílý pěšec · f2 bílý pěšec · g2 bílý pěšec · h2 bílý pěšec · d1 bílý věž · e1 bílý věž · g1 bílý král | b8 černý věž · e8 černý král · g8 černý věž · a7 černý pěšec · b7 černý střelec · c7 černý pěšec · d7 černý pěšec · e7 černý jezdec · f7 černý pěšec · h7 černý pěšec · b6 černý střelec · c6 černý jezdec · f6 bílý pěšec · a4 bílý dáma · a3 bílý střelec · c3 bílý pěšec · d3 bílý střelec · f3 černý dáma · a2 bílý pěšec · f2 bílý pěšec · g2 bílý pěšec · h2 bílý pěšec · d1 bílý věž · e1 bílý věž · g1 bílý král | b8 černý věž · e8 černý král · g8 černý věž · a7 černý pěšec · b7 černý střelec · c7 černý pěšec · d7 černý pěšec · e7 černý jezdec · f7 černý pěšec · h7 černý pěšec · b6 černý střelec · c6 černý jezdec · f6 bílý pěšec · a4 bílý dáma · a3 bílý střelec · c3 bílý pěšec · d3 bílý střelec · f3 černý dáma · a2 bílý pěšec · f2 bílý pěšec · g2 bílý pěšec · h2 bílý pěšec · d1 bílý věž · e1 bílý věž · g1 bílý král | b8 černý věž · e8 černý král · g8 černý věž · a7 černý pěšec · b7 černý střelec · c7 černý pěšec · d7 černý pěšec · e7 černý jezdec · f7 černý pěšec · h7 černý pěšec · b6 černý střelec · c6 černý jezdec · f6 bílý pěšec · a4 bílý dáma · a3 bílý střelec · c3 bílý pěšec · d3 bílý střelec · f3 černý dáma · a2 bílý pěšec · f2 bílý pěšec · g2 bílý pěšec · h2 bílý pěšec · d1 bílý věž · e1 bílý věž · g1 bílý král | 3 |
| 2 | b8 černý věž · e8 černý král · g8 černý věž · a7 černý pěšec · b7 černý střelec · c7 černý pěšec · d7 černý pěšec · e7 černý jezdec · f7 černý pěšec · h7 černý pěšec · b6 černý střelec · c6 černý jezdec · f6 bílý pěšec · a4 bílý dáma · a3 bílý střelec · c3 bílý pěšec · d3 bílý střelec · f3 černý dáma · a2 bílý pěšec · f2 bílý pěšec · g2 bílý pěšec · h2 bílý pěšec · d1 bílý věž · e1 bílý věž · g1 bílý král | b8 černý věž · e8 černý král · g8 černý věž · a7 černý pěšec · b7 černý střelec · c7 černý pěšec · d7 černý pěšec · e7 černý jezdec · f7 černý pěšec · h7 černý pěšec · b6 černý střelec · c6 černý jezdec · f6 bílý pěšec · a4 bílý dáma · a3 bílý střelec · c3 bílý pěšec · d3 bílý střelec · f3 černý dáma · a2 bílý pěšec · f2 bílý pěšec · g2 bílý pěšec · h2 bílý pěšec · d1 bílý věž · e1 bílý věž · g1 bílý král | b8 černý věž · e8 černý král · g8 černý věž · a7 černý pěšec · b7 černý střelec · c7 černý pěšec · d7 černý pěšec · e7 černý jezdec · f7 černý pěšec · h7 černý pěšec · b6 černý střelec · c6 černý jezdec · f6 bílý pěšec · a4 bílý dáma · a3 bílý střelec · c3 bílý pěšec · d3 bílý střelec · f3 černý dáma · a2 bílý pěšec · f2 bílý pěšec · g2 bílý pěšec · h2 bílý pěšec · d1 bílý věž · e1 bílý věž · g1 bílý král | b8 černý věž · e8 černý král · g8 černý věž · a7 černý pěšec · b7 černý střelec · c7 černý pěšec · d7 černý pěšec · e7 černý jezdec · f7 černý pěšec · h7 černý pěšec · b6 černý střelec · c6 černý jezdec · f6 bílý pěšec · a4 bílý dáma · a3 bílý střelec · c3 bílý pěšec · d3 bílý střelec · f3 černý dáma · a2 bílý pěšec · f2 bílý pěšec · g2 bílý pěšec · h2 bílý pěšec · d1 bílý věž · e1 bílý věž · g1 bílý král | b8 černý věž · e8 černý král · g8 černý věž · a7 černý pěšec · b7 černý střelec · c7 černý pěšec · d7 černý pěšec · e7 černý jezdec · f7 černý pěšec · h7 černý pěšec · b6 černý střelec · c6 černý jezdec · f6 bílý pěšec · a4 bílý dáma · a3 bílý střelec · c3 bílý pěšec · d3 bílý střelec · f3 černý dáma · a2 bílý pěšec · f2 bílý pěšec · g2 bílý pěšec · h2 bílý pěšec · d1 bílý věž · e1 bílý věž · g1 bílý král | b8 černý věž · e8 černý král · g8 černý věž · a7 černý pěšec · b7 černý střelec · c7 černý pěšec · d7 černý pěšec · e7 černý jezdec · f7 černý pěšec · h7 černý pěšec · b6 černý střelec · c6 černý jezdec · f6 bílý pěšec · a4 bílý dáma · a3 bílý střelec · c3 bílý pěšec · d3 bílý střelec · f3 černý dáma · a2 bílý pěšec · f2 bílý pěšec · g2 bílý pěšec · h2 bílý pěšec · d1 bílý věž · e1 bílý věž · g1 bílý král | b8 černý věž · e8 černý král · g8 černý věž · a7 černý pěšec · b7 černý střelec · c7 černý pěšec · d7 černý pěšec · e7 černý jezdec · f7 černý pěšec · h7 černý pěšec · b6 černý střelec · c6 černý jezdec · f6 bílý pěšec · a4 bílý dáma · a3 bílý střelec · c3 bílý pěšec · d3 bílý střelec · f3 černý dáma · a2 bílý pěšec · f2 bílý pěšec · g2 bílý pěšec · h2 bílý pěšec · d1 bílý věž · e1 bílý věž · g1 bílý král | b8 černý věž · e8 černý král · g8 černý věž · a7 černý pěšec · b7 černý střelec · c7 černý pěšec · d7 černý pěšec · e7 černý jezdec · f7 černý pěšec · h7 černý pěšec · b6 černý střelec · c6 černý jezdec · f6 bílý pěšec · a4 bílý dáma · a3 bílý střelec · c3 bílý pěšec · d3 bílý střelec · f3 černý dáma · a2 bílý pěšec · f2 bílý pěšec · g2 bílý pěšec · h2 bílý pěšec · d1 bílý věž · e1 bílý věž · g1 bílý král | 2 |
| 1 | b8 černý věž · e8 černý král · g8 černý věž · a7 černý pěšec · b7 černý střelec · c7 černý pěšec · d7 černý pěšec · e7 černý jezdec · f7 černý pěšec · h7 černý pěšec · b6 černý střelec · c6 černý jezdec · f6 bílý pěšec · a4 bílý dáma · a3 bílý střelec · c3 bílý pěšec · d3 bílý střelec · f3 černý dáma · a2 bílý pěšec · f2 bílý pěšec · g2 bílý pěšec · h2 bílý pěšec · d1 bílý věž · e1 bílý věž · g1 bílý král | b8 černý věž · e8 černý král · g8 černý věž · a7 černý pěšec · b7 černý střelec · c7 černý pěšec · d7 černý pěšec · e7 černý jezdec · f7 černý pěšec · h7 černý pěšec · b6 černý střelec · c6 černý jezdec · f6 bílý pěšec · a4 bílý dáma · a3 bílý střelec · c3 bílý pěšec · d3 bílý střelec · f3 černý dáma · a2 bílý pěšec · f2 bílý pěšec · g2 bílý pěšec · h2 bílý pěšec · d1 bílý věž · e1 bílý věž · g1 bílý král | b8 černý věž · e8 černý král · g8 černý věž · a7 černý pěšec · b7 černý střelec · c7 černý pěšec · d7 černý pěšec · e7 černý jezdec · f7 černý pěšec · h7 černý pěšec · b6 černý střelec · c6 černý jezdec · f6 bílý pěšec · a4 bílý dáma · a3 bílý střelec · c3 bílý pěšec · d3 bílý střelec · f3 černý dáma · a2 bílý pěšec · f2 bílý pěšec · g2 bílý pěšec · h2 bílý pěšec · d1 bílý věž · e1 bílý věž · g1 bílý král | b8 černý věž · e8 černý král · g8 černý věž · a7 černý pěšec · b7 černý střelec · c7 černý pěšec · d7 černý pěšec · e7 černý jezdec · f7 černý pěšec · h7 černý pěšec · b6 černý střelec · c6 černý jezdec · f6 bílý pěšec · a4 bílý dáma · a3 bílý střelec · c3 bílý pěšec · d3 bílý střelec · f3 černý dáma · a2 bílý pěšec · f2 bílý pěšec · g2 bílý pěšec · h2 bílý pěšec · d1 bílý věž · e1 bílý věž · g1 bílý král | b8 černý věž · e8 černý král · g8 černý věž · a7 černý pěšec · b7 černý střelec · c7 černý pěšec · d7 černý pěšec · e7 černý jezdec · f7 černý pěšec · h7 černý pěšec · b6 černý střelec · c6 černý jezdec · f6 bílý pěšec · a4 bílý dáma · a3 bílý střelec · c3 bílý pěšec · d3 bílý střelec · f3 černý dáma · a2 bílý pěšec · f2 bílý pěšec · g2 bílý pěšec · h2 bílý pěšec · d1 bílý věž · e1 bílý věž · g1 bílý král | b8 černý věž · e8 černý král · g8 černý věž · a7 černý pěšec · b7 černý střelec · c7 černý pěšec · d7 černý pěšec · e7 černý jezdec · f7 černý pěšec · h7 černý pěšec · b6 černý střelec · c6 černý jezdec · f6 bílý pěšec · a4 bílý dáma · a3 bílý střelec · c3 bílý pěšec · d3 bílý střelec · f3 černý dáma · a2 bílý pěšec · f2 bílý pěšec · g2 bílý pěšec · h2 bílý pěšec · d1 bílý věž · e1 bílý věž · g1 bílý král | b8 černý věž · e8 černý král · g8 černý věž · a7 černý pěšec · b7 černý střelec · c7 černý pěšec · d7 černý pěšec · e7 černý jezdec · f7 černý pěšec · h7 černý pěšec · b6 černý střelec · c6 černý jezdec · f6 bílý pěšec · a4 bílý dáma · a3 bílý střelec · c3 bílý pěšec · d3 bílý střelec · f3 černý dáma · a2 bílý pěšec · f2 bílý pěšec · g2 bílý pěšec · h2 bílý pěšec · d1 bílý věž · e1 bílý věž · g1 bílý král | b8 černý věž · e8 černý král · g8 černý věž · a7 černý pěšec · b7 černý střelec · c7 černý pěšec · d7 černý pěšec · e7 černý jezdec · f7 černý pěšec · h7 černý pěšec · b6 černý střelec · c6 černý jezdec · f6 bílý pěšec · a4 bílý dáma · a3 bílý střelec · c3 bílý pěšec · d3 bílý střelec · f3 černý dáma · a2 bílý pěšec · f2 bílý pěšec · g2 bílý pěšec · h2 bílý pěšec · d1 bílý věž · e1 bílý věž · g1 bílý král | 1 |
|   | a | b | c | d | e | f | g | h |   |

17. … gxf6 18. exf6 Vg8 19. Vad1
Překvapivý tah.
Lasker na tomto místě doporučil 19.Se4! a teprve upřesňující rozbory dalším mistrů prokázaly, že by si tímto tahem bílý udržel převahu, když by hrál přesně. Pozice totiž obsahuje řadu nečekaných kombinačních motivů. 19..Dh3! 20.g3 Vxg3 21.hxg3 Dxg3+ 22.Kh1 Sxf2 (Lasker) 23.Sxe7! Dh3+ 24.Jh2 Sxe1 25.Vxe1 Dh4 26.Dd1 Jxe7 27.Sxb7 Dxf6 s převahou bílého (G.Fridštejn).
19. … Dxf3?
Černá dáma je zde v bezpečí, protože pěšec na g2 nemůže odkrýt krále a tak ho vystavit šachu od věže na g8 (viz pozice).
Přesto se mohl černý zachránit, když by pokračoval nečekaným tahem 19..Dh3! a po 20.Sf1 Df5!, kde díky protihře je jeho pozice udržitelná.
Nyní následuje kombinace, která vešla do šachových dějin.
20. Vxe7+!! Jxe7 21. Dxd7+! Kxd7 22. Sf5+
Dvojitý šach je vždy nebezpečný, protože král musí vždy uhnout. Zde není jen nebezpečný, ale rozhodující.
22. … Ke8 (22..Kc6 vede k porážce po 23. Sd7 mat) 23. Sd7+ Kf8 24. Sxe7# 1-0
Savielly Tartakower prohlásil, že „v šachové literatuře není žádné podobné kombinace“.
|   | a | b | c | d | e | f | g | h |   |
| 8 | b8 černý věž · f8 černý král · g8 černý věž · a7 černý pěšec · b7 černý střelec · c7 černý pěšec · d7 bílý střelec · e7 bílý střelec · f7 černý pěšec · h7 černý pěšec · b6 černý střelec · f6 bílý pěšec · c3 bílý pěšec · f3 černý dáma · a2 bílý pěšec · f2 bílý pěšec · g2 bílý pěšec · h2 bílý pěšec · d1 bílý věž · g1 bílý král | b8 černý věž · f8 černý král · g8 černý věž · a7 černý pěšec · b7 černý střelec · c7 černý pěšec · d7 bílý střelec · e7 bílý střelec · f7 černý pěšec · h7 černý pěšec · b6 černý střelec · f6 bílý pěšec · c3 bílý pěšec · f3 černý dáma · a2 bílý pěšec · f2 bílý pěšec · g2 bílý pěšec · h2 bílý pěšec · d1 bílý věž · g1 bílý král | b8 černý věž · f8 černý král · g8 černý věž · a7 černý pěšec · b7 černý střelec · c7 černý pěšec · d7 bílý střelec · e7 bílý střelec · f7 černý pěšec · h7 černý pěšec · b6 černý střelec · f6 bílý pěšec · c3 bílý pěšec · f3 černý dáma · a2 bílý pěšec · f2 bílý pěšec · g2 bílý pěšec · h2 bílý pěšec · d1 bílý věž · g1 bílý král | b8 černý věž · f8 černý král · g8 černý věž · a7 černý pěšec · b7 černý střelec · c7 černý pěšec · d7 bílý střelec · e7 bílý střelec · f7 černý pěšec · h7 černý pěšec · b6 černý střelec · f6 bílý pěšec · c3 bílý pěšec · f3 černý dáma · a2 bílý pěšec · f2 bílý pěšec · g2 bílý pěšec · h2 bílý pěšec · d1 bílý věž · g1 bílý král | b8 černý věž · f8 černý král · g8 černý věž · a7 černý pěšec · b7 černý střelec · c7 černý pěšec · d7 bílý střelec · e7 bílý střelec · f7 černý pěšec · h7 černý pěšec · b6 černý střelec · f6 bílý pěšec · c3 bílý pěšec · f3 černý dáma · a2 bílý pěšec · f2 bílý pěšec · g2 bílý pěšec · h2 bílý pěšec · d1 bílý věž · g1 bílý král | b8 černý věž · f8 černý král · g8 černý věž · a7 černý pěšec · b7 černý střelec · c7 černý pěšec · d7 bílý střelec · e7 bílý střelec · f7 černý pěšec · h7 černý pěšec · b6 černý střelec · f6 bílý pěšec · c3 bílý pěšec · f3 černý dáma · a2 bílý pěšec · f2 bílý pěšec · g2 bílý pěšec · h2 bílý pěšec · d1 bílý věž · g1 bílý král | b8 černý věž · f8 černý král · g8 černý věž · a7 černý pěšec · b7 černý střelec · c7 černý pěšec · d7 bílý střelec · e7 bílý střelec · f7 černý pěšec · h7 černý pěšec · b6 černý střelec · f6 bílý pěšec · c3 bílý pěšec · f3 černý dáma · a2 bílý pěšec · f2 bílý pěšec · g2 bílý pěšec · h2 bílý pěšec · d1 bílý věž · g1 bílý král | b8 černý věž · f8 černý král · g8 černý věž · a7 černý pěšec · b7 černý střelec · c7 černý pěšec · d7 bílý střelec · e7 bílý střelec · f7 černý pěšec · h7 černý pěšec · b6 černý střelec · f6 bílý pěšec · c3 bílý pěšec · f3 černý dáma · a2 bílý pěšec · f2 bílý pěšec · g2 bílý pěšec · h2 bílý pěšec · d1 bílý věž · g1 bílý král | 8 |
| 7 | b8 černý věž · f8 černý král · g8 černý věž · a7 černý pěšec · b7 černý střelec · c7 černý pěšec · d7 bílý střelec · e7 bílý střelec · f7 černý pěšec · h7 černý pěšec · b6 černý střelec · f6 bílý pěšec · c3 bílý pěšec · f3 černý dáma · a2 bílý pěšec · f2 bílý pěšec · g2 bílý pěšec · h2 bílý pěšec · d1 bílý věž · g1 bílý král | b8 černý věž · f8 černý král · g8 černý věž · a7 černý pěšec · b7 černý střelec · c7 černý pěšec · d7 bílý střelec · e7 bílý střelec · f7 černý pěšec · h7 černý pěšec · b6 černý střelec · f6 bílý pěšec · c3 bílý pěšec · f3 černý dáma · a2 bílý pěšec · f2 bílý pěšec · g2 bílý pěšec · h2 bílý pěšec · d1 bílý věž · g1 bílý král | b8 černý věž · f8 černý král · g8 černý věž · a7 černý pěšec · b7 černý střelec · c7 černý pěšec · d7 bílý střelec · e7 bílý střelec · f7 černý pěšec · h7 černý pěšec · b6 černý střelec · f6 bílý pěšec · c3 bílý pěšec · f3 černý dáma · a2 bílý pěšec · f2 bílý pěšec · g2 bílý pěšec · h2 bílý pěšec · d1 bílý věž · g1 bílý král | b8 černý věž · f8 černý král · g8 černý věž · a7 černý pěšec · b7 černý střelec · c7 černý pěšec · d7 bílý střelec · e7 bílý střelec · f7 černý pěšec · h7 černý pěšec · b6 černý střelec · f6 bílý pěšec · c3 bílý pěšec · f3 černý dáma · a2 bílý pěšec · f2 bílý pěšec · g2 bílý pěšec · h2 bílý pěšec · d1 bílý věž · g1 bílý král | b8 černý věž · f8 černý král · g8 černý věž · a7 černý pěšec · b7 černý střelec · c7 černý pěšec · d7 bílý střelec · e7 bílý střelec · f7 černý pěšec · h7 černý pěšec · b6 černý střelec · f6 bílý pěšec · c3 bílý pěšec · f3 černý dáma · a2 bílý pěšec · f2 bílý pěšec · g2 bílý pěšec · h2 bílý pěšec · d1 bílý věž · g1 bílý král | b8 černý věž · f8 černý král · g8 černý věž · a7 černý pěšec · b7 černý střelec · c7 černý pěšec · d7 bílý střelec · e7 bílý střelec · f7 černý pěšec · h7 černý pěšec · b6 černý střelec · f6 bílý pěšec · c3 bílý pěšec · f3 černý dáma · a2 bílý pěšec · f2 bílý pěšec · g2 bílý pěšec · h2 bílý pěšec · d1 bílý věž · g1 bílý král | b8 černý věž · f8 černý král · g8 černý věž · a7 černý pěšec · b7 černý střelec · c7 černý pěšec · d7 bílý střelec · e7 bílý střelec · f7 černý pěšec · h7 černý pěšec · b6 černý střelec · f6 bílý pěšec · c3 bílý pěšec · f3 černý dáma · a2 bílý pěšec · f2 bílý pěšec · g2 bílý pěšec · h2 bílý pěšec · d1 bílý věž · g1 bílý král | b8 černý věž · f8 černý král · g8 černý věž · a7 černý pěšec · b7 černý střelec · c7 černý pěšec · d7 bílý střelec · e7 bílý střelec · f7 černý pěšec · h7 černý pěšec · b6 černý střelec · f6 bílý pěšec · c3 bílý pěšec · f3 černý dáma · a2 bílý pěšec · f2 bílý pěšec · g2 bílý pěšec · h2 bílý pěšec · d1 bílý věž · g1 bílý král | 7 |
| 6 | b8 černý věž · f8 černý král · g8 černý věž · a7 černý pěšec · b7 černý střelec · c7 černý pěšec · d7 bílý střelec · e7 bílý střelec · f7 černý pěšec · h7 černý pěšec · b6 černý střelec · f6 bílý pěšec · c3 bílý pěšec · f3 černý dáma · a2 bílý pěšec · f2 bílý pěšec · g2 bílý pěšec · h2 bílý pěšec · d1 bílý věž · g1 bílý král | b8 černý věž · f8 černý král · g8 černý věž · a7 černý pěšec · b7 černý střelec · c7 černý pěšec · d7 bílý střelec · e7 bílý střelec · f7 černý pěšec · h7 černý pěšec · b6 černý střelec · f6 bílý pěšec · c3 bílý pěšec · f3 černý dáma · a2 bílý pěšec · f2 bílý pěšec · g2 bílý pěšec · h2 bílý pěšec · d1 bílý věž · g1 bílý král | b8 černý věž · f8 černý král · g8 černý věž · a7 černý pěšec · b7 černý střelec · c7 černý pěšec · d7 bílý střelec · e7 bílý střelec · f7 černý pěšec · h7 černý pěšec · b6 černý střelec · f6 bílý pěšec · c3 bílý pěšec · f3 černý dáma · a2 bílý pěšec · f2 bílý pěšec · g2 bílý pěšec · h2 bílý pěšec · d1 bílý věž · g1 bílý král | b8 černý věž · f8 černý král · g8 černý věž · a7 černý pěšec · b7 černý střelec · c7 černý pěšec · d7 bílý střelec · e7 bílý střelec · f7 černý pěšec · h7 černý pěšec · b6 černý střelec · f6 bílý pěšec · c3 bílý pěšec · f3 černý dáma · a2 bílý pěšec · f2 bílý pěšec · g2 bílý pěšec · h2 bílý pěšec · d1 bílý věž · g1 bílý král | b8 černý věž · f8 černý král · g8 černý věž · a7 černý pěšec · b7 černý střelec · c7 černý pěšec · d7 bílý střelec · e7 bílý střelec · f7 černý pěšec · h7 černý pěšec · b6 černý střelec · f6 bílý pěšec · c3 bílý pěšec · f3 černý dáma · a2 bílý pěšec · f2 bílý pěšec · g2 bílý pěšec · h2 bílý pěšec · d1 bílý věž · g1 bílý král | b8 černý věž · f8 černý král · g8 černý věž · a7 černý pěšec · b7 černý střelec · c7 černý pěšec · d7 bílý střelec · e7 bílý střelec · f7 černý pěšec · h7 černý pěšec · b6 černý střelec · f6 bílý pěšec · c3 bílý pěšec · f3 černý dáma · a2 bílý pěšec · f2 bílý pěšec · g2 bílý pěšec · h2 bílý pěšec · d1 bílý věž · g1 bílý král | b8 černý věž · f8 černý král · g8 černý věž · a7 černý pěšec · b7 černý střelec · c7 černý pěšec · d7 bílý střelec · e7 bílý střelec · f7 černý pěšec · h7 černý pěšec · b6 černý střelec · f6 bílý pěšec · c3 bílý pěšec · f3 černý dáma · a2 bílý pěšec · f2 bílý pěšec · g2 bílý pěšec · h2 bílý pěšec · d1 bílý věž · g1 bílý král | b8 černý věž · f8 černý král · g8 černý věž · a7 černý pěšec · b7 černý střelec · c7 černý pěšec · d7 bílý střelec · e7 bílý střelec · f7 černý pěšec · h7 černý pěšec · b6 černý střelec · f6 bílý pěšec · c3 bílý pěšec · f3 černý dáma · a2 bílý pěšec · f2 bílý pěšec · g2 bílý pěšec · h2 bílý pěšec · d1 bílý věž · g1 bílý král | 6 |
| 5 | b8 černý věž · f8 černý král · g8 černý věž · a7 černý pěšec · b7 černý střelec · c7 černý pěšec · d7 bílý střelec · e7 bílý střelec · f7 černý pěšec · h7 černý pěšec · b6 černý střelec · f6 bílý pěšec · c3 bílý pěšec · f3 černý dáma · a2 bílý pěšec · f2 bílý pěšec · g2 bílý pěšec · h2 bílý pěšec · d1 bílý věž · g1 bílý král | b8 černý věž · f8 černý král · g8 černý věž · a7 černý pěšec · b7 černý střelec · c7 černý pěšec · d7 bílý střelec · e7 bílý střelec · f7 černý pěšec · h7 černý pěšec · b6 černý střelec · f6 bílý pěšec · c3 bílý pěšec · f3 černý dáma · a2 bílý pěšec · f2 bílý pěšec · g2 bílý pěšec · h2 bílý pěšec · d1 bílý věž · g1 bílý král | b8 černý věž · f8 černý král · g8 černý věž · a7 černý pěšec · b7 černý střelec · c7 černý pěšec · d7 bílý střelec · e7 bílý střelec · f7 černý pěšec · h7 černý pěšec · b6 černý střelec · f6 bílý pěšec · c3 bílý pěšec · f3 černý dáma · a2 bílý pěšec · f2 bílý pěšec · g2 bílý pěšec · h2 bílý pěšec · d1 bílý věž · g1 bílý král | b8 černý věž · f8 černý král · g8 černý věž · a7 černý pěšec · b7 černý střelec · c7 černý pěšec · d7 bílý střelec · e7 bílý střelec · f7 černý pěšec · h7 černý pěšec · b6 černý střelec · f6 bílý pěšec · c3 bílý pěšec · f3 černý dáma · a2 bílý pěšec · f2 bílý pěšec · g2 bílý pěšec · h2 bílý pěšec · d1 bílý věž · g1 bílý král | b8 černý věž · f8 černý král · g8 černý věž · a7 černý pěšec · b7 černý střelec · c7 černý pěšec · d7 bílý střelec · e7 bílý střelec · f7 černý pěšec · h7 černý pěšec · b6 černý střelec · f6 bílý pěšec · c3 bílý pěšec · f3 černý dáma · a2 bílý pěšec · f2 bílý pěšec · g2 bílý pěšec · h2 bílý pěšec · d1 bílý věž · g1 bílý král | b8 černý věž · f8 černý král · g8 černý věž · a7 černý pěšec · b7 černý střelec · c7 černý pěšec · d7 bílý střelec · e7 bílý střelec · f7 černý pěšec · h7 černý pěšec · b6 černý střelec · f6 bílý pěšec · c3 bílý pěšec · f3 černý dáma · a2 bílý pěšec · f2 bílý pěšec · g2 bílý pěšec · h2 bílý pěšec · d1 bílý věž · g1 bílý král | b8 černý věž · f8 černý král · g8 černý věž · a7 černý pěšec · b7 černý střelec · c7 černý pěšec · d7 bílý střelec · e7 bílý střelec · f7 černý pěšec · h7 černý pěšec · b6 černý střelec · f6 bílý pěšec · c3 bílý pěšec · f3 černý dáma · a2 bílý pěšec · f2 bílý pěšec · g2 bílý pěšec · h2 bílý pěšec · d1 bílý věž · g1 bílý král | b8 černý věž · f8 černý král · g8 černý věž · a7 černý pěšec · b7 černý střelec · c7 černý pěšec · d7 bílý střelec · e7 bílý střelec · f7 černý pěšec · h7 černý pěšec · b6 černý střelec · f6 bílý pěšec · c3 bílý pěšec · f3 černý dáma · a2 bílý pěšec · f2 bílý pěšec · g2 bílý pěšec · h2 bílý pěšec · d1 bílý věž · g1 bílý král | 5 |
| 4 | b8 černý věž · f8 černý král · g8 černý věž · a7 černý pěšec · b7 černý střelec · c7 černý pěšec · d7 bílý střelec · e7 bílý střelec · f7 černý pěšec · h7 černý pěšec · b6 černý střelec · f6 bílý pěšec · c3 bílý pěšec · f3 černý dáma · a2 bílý pěšec · f2 bílý pěšec · g2 bílý pěšec · h2 bílý pěšec · d1 bílý věž · g1 bílý král | b8 černý věž · f8 černý král · g8 černý věž · a7 černý pěšec · b7 černý střelec · c7 černý pěšec · d7 bílý střelec · e7 bílý střelec · f7 černý pěšec · h7 černý pěšec · b6 černý střelec · f6 bílý pěšec · c3 bílý pěšec · f3 černý dáma · a2 bílý pěšec · f2 bílý pěšec · g2 bílý pěšec · h2 bílý pěšec · d1 bílý věž · g1 bílý král | b8 černý věž · f8 černý král · g8 černý věž · a7 černý pěšec · b7 černý střelec · c7 černý pěšec · d7 bílý střelec · e7 bílý střelec · f7 černý pěšec · h7 černý pěšec · b6 černý střelec · f6 bílý pěšec · c3 bílý pěšec · f3 černý dáma · a2 bílý pěšec · f2 bílý pěšec · g2 bílý pěšec · h2 bílý pěšec · d1 bílý věž · g1 bílý král | b8 černý věž · f8 černý král · g8 černý věž · a7 černý pěšec · b7 černý střelec · c7 černý pěšec · d7 bílý střelec · e7 bílý střelec · f7 černý pěšec · h7 černý pěšec · b6 černý střelec · f6 bílý pěšec · c3 bílý pěšec · f3 černý dáma · a2 bílý pěšec · f2 bílý pěšec · g2 bílý pěšec · h2 bílý pěšec · d1 bílý věž · g1 bílý král | b8 černý věž · f8 černý král · g8 černý věž · a7 černý pěšec · b7 černý střelec · c7 černý pěšec · d7 bílý střelec · e7 bílý střelec · f7 černý pěšec · h7 černý pěšec · b6 černý střelec · f6 bílý pěšec · c3 bílý pěšec · f3 černý dáma · a2 bílý pěšec · f2 bílý pěšec · g2 bílý pěšec · h2 bílý pěšec · d1 bílý věž · g1 bílý král | b8 černý věž · f8 černý král · g8 černý věž · a7 černý pěšec · b7 černý střelec · c7 černý pěšec · d7 bílý střelec · e7 bílý střelec · f7 černý pěšec · h7 černý pěšec · b6 černý střelec · f6 bílý pěšec · c3 bílý pěšec · f3 černý dáma · a2 bílý pěšec · f2 bílý pěšec · g2 bílý pěšec · h2 bílý pěšec · d1 bílý věž · g1 bílý král | b8 černý věž · f8 černý král · g8 černý věž · a7 černý pěšec · b7 černý střelec · c7 černý pěšec · d7 bílý střelec · e7 bílý střelec · f7 černý pěšec · h7 černý pěšec · b6 černý střelec · f6 bílý pěšec · c3 bílý pěšec · f3 černý dáma · a2 bílý pěšec · f2 bílý pěšec · g2 bílý pěšec · h2 bílý pěšec · d1 bílý věž · g1 bílý král | b8 černý věž · f8 černý král · g8 černý věž · a7 černý pěšec · b7 černý střelec · c7 černý pěšec · d7 bílý střelec · e7 bílý střelec · f7 černý pěšec · h7 černý pěšec · b6 černý střelec · f6 bílý pěšec · c3 bílý pěšec · f3 černý dáma · a2 bílý pěšec · f2 bílý pěšec · g2 bílý pěšec · h2 bílý pěšec · d1 bílý věž · g1 bílý král | 4 |
| 3 | b8 černý věž · f8 černý král · g8 černý věž · a7 černý pěšec · b7 černý střelec · c7 černý pěšec · d7 bílý střelec · e7 bílý střelec · f7 černý pěšec · h7 černý pěšec · b6 černý střelec · f6 bílý pěšec · c3 bílý pěšec · f3 černý dáma · a2 bílý pěšec · f2 bílý pěšec · g2 bílý pěšec · h2 bílý pěšec · d1 bílý věž · g1 bílý král | b8 černý věž · f8 černý král · g8 černý věž · a7 černý pěšec · b7 černý střelec · c7 černý pěšec · d7 bílý střelec · e7 bílý střelec · f7 černý pěšec · h7 černý pěšec · b6 černý střelec · f6 bílý pěšec · c3 bílý pěšec · f3 černý dáma · a2 bílý pěšec · f2 bílý pěšec · g2 bílý pěšec · h2 bílý pěšec · d1 bílý věž · g1 bílý král | b8 černý věž · f8 černý král · g8 černý věž · a7 černý pěšec · b7 černý střelec · c7 černý pěšec · d7 bílý střelec · e7 bílý střelec · f7 černý pěšec · h7 černý pěšec · b6 černý střelec · f6 bílý pěšec · c3 bílý pěšec · f3 černý dáma · a2 bílý pěšec · f2 bílý pěšec · g2 bílý pěšec · h2 bílý pěšec · d1 bílý věž · g1 bílý král | b8 černý věž · f8 černý král · g8 černý věž · a7 černý pěšec · b7 černý střelec · c7 černý pěšec · d7 bílý střelec · e7 bílý střelec · f7 černý pěšec · h7 černý pěšec · b6 černý střelec · f6 bílý pěšec · c3 bílý pěšec · f3 černý dáma · a2 bílý pěšec · f2 bílý pěšec · g2 bílý pěšec · h2 bílý pěšec · d1 bílý věž · g1 bílý král | b8 černý věž · f8 černý král · g8 černý věž · a7 černý pěšec · b7 černý střelec · c7 černý pěšec · d7 bílý střelec · e7 bílý střelec · f7 černý pěšec · h7 černý pěšec · b6 černý střelec · f6 bílý pěšec · c3 bílý pěšec · f3 černý dáma · a2 bílý pěšec · f2 bílý pěšec · g2 bílý pěšec · h2 bílý pěšec · d1 bílý věž · g1 bílý král | b8 černý věž · f8 černý král · g8 černý věž · a7 černý pěšec · b7 černý střelec · c7 černý pěšec · d7 bílý střelec · e7 bílý střelec · f7 černý pěšec · h7 černý pěšec · b6 černý střelec · f6 bílý pěšec · c3 bílý pěšec · f3 černý dáma · a2 bílý pěšec · f2 bílý pěšec · g2 bílý pěšec · h2 bílý pěšec · d1 bílý věž · g1 bílý král | b8 černý věž · f8 černý král · g8 černý věž · a7 černý pěšec · b7 černý střelec · c7 černý pěšec · d7 bílý střelec · e7 bílý střelec · f7 černý pěšec · h7 černý pěšec · b6 černý střelec · f6 bílý pěšec · c3 bílý pěšec · f3 černý dáma · a2 bílý pěšec · f2 bílý pěšec · g2 bílý pěšec · h2 bílý pěšec · d1 bílý věž · g1 bílý král | b8 černý věž · f8 černý král · g8 černý věž · a7 černý pěšec · b7 černý střelec · c7 černý pěšec · d7 bílý střelec · e7 bílý střelec · f7 černý pěšec · h7 černý pěšec · b6 černý střelec · f6 bílý pěšec · c3 bílý pěšec · f3 černý dáma · a2 bílý pěšec · f2 bílý pěšec · g2 bílý pěšec · h2 bílý pěšec · d1 bílý věž · g1 bílý král | 3 |
| 2 | b8 černý věž · f8 černý král · g8 černý věž · a7 černý pěšec · b7 černý střelec · c7 černý pěšec · d7 bílý střelec · e7 bílý střelec · f7 černý pěšec · h7 černý pěšec · b6 černý střelec · f6 bílý pěšec · c3 bílý pěšec · f3 černý dáma · a2 bílý pěšec · f2 bílý pěšec · g2 bílý pěšec · h2 bílý pěšec · d1 bílý věž · g1 bílý král | b8 černý věž · f8 černý král · g8 černý věž · a7 černý pěšec · b7 černý střelec · c7 černý pěšec · d7 bílý střelec · e7 bílý střelec · f7 černý pěšec · h7 černý pěšec · b6 černý střelec · f6 bílý pěšec · c3 bílý pěšec · f3 černý dáma · a2 bílý pěšec · f2 bílý pěšec · g2 bílý pěšec · h2 bílý pěšec · d1 bílý věž · g1 bílý král | b8 černý věž · f8 černý král · g8 černý věž · a7 černý pěšec · b7 černý střelec · c7 černý pěšec · d7 bílý střelec · e7 bílý střelec · f7 černý pěšec · h7 černý pěšec · b6 černý střelec · f6 bílý pěšec · c3 bílý pěšec · f3 černý dáma · a2 bílý pěšec · f2 bílý pěšec · g2 bílý pěšec · h2 bílý pěšec · d1 bílý věž · g1 bílý král | b8 černý věž · f8 černý král · g8 černý věž · a7 černý pěšec · b7 černý střelec · c7 černý pěšec · d7 bílý střelec · e7 bílý střelec · f7 černý pěšec · h7 černý pěšec · b6 černý střelec · f6 bílý pěšec · c3 bílý pěšec · f3 černý dáma · a2 bílý pěšec · f2 bílý pěšec · g2 bílý pěšec · h2 bílý pěšec · d1 bílý věž · g1 bílý král | b8 černý věž · f8 černý král · g8 černý věž · a7 černý pěšec · b7 černý střelec · c7 černý pěšec · d7 bílý střelec · e7 bílý střelec · f7 černý pěšec · h7 černý pěšec · b6 černý střelec · f6 bílý pěšec · c3 bílý pěšec · f3 černý dáma · a2 bílý pěšec · f2 bílý pěšec · g2 bílý pěšec · h2 bílý pěšec · d1 bílý věž · g1 bílý král | b8 černý věž · f8 černý král · g8 černý věž · a7 černý pěšec · b7 černý střelec · c7 černý pěšec · d7 bílý střelec · e7 bílý střelec · f7 černý pěšec · h7 černý pěšec · b6 černý střelec · f6 bílý pěšec · c3 bílý pěšec · f3 černý dáma · a2 bílý pěšec · f2 bílý pěšec · g2 bílý pěšec · h2 bílý pěšec · d1 bílý věž · g1 bílý král | b8 černý věž · f8 černý král · g8 černý věž · a7 černý pěšec · b7 černý střelec · c7 černý pěšec · d7 bílý střelec · e7 bílý střelec · f7 černý pěšec · h7 černý pěšec · b6 černý střelec · f6 bílý pěšec · c3 bílý pěšec · f3 černý dáma · a2 bílý pěšec · f2 bílý pěšec · g2 bílý pěšec · h2 bílý pěšec · d1 bílý věž · g1 bílý král | b8 černý věž · f8 černý král · g8 černý věž · a7 černý pěšec · b7 černý střelec · c7 černý pěšec · d7 bílý střelec · e7 bílý střelec · f7 černý pěšec · h7 černý pěšec · b6 černý střelec · f6 bílý pěšec · c3 bílý pěšec · f3 černý dáma · a2 bílý pěšec · f2 bílý pěšec · g2 bílý pěšec · h2 bílý pěšec · d1 bílý věž · g1 bílý král | 2 |
| 1 | b8 černý věž · f8 černý král · g8 černý věž · a7 černý pěšec · b7 černý střelec · c7 černý pěšec · d7 bílý střelec · e7 bílý střelec · f7 černý pěšec · h7 černý pěšec · b6 černý střelec · f6 bílý pěšec · c3 bílý pěšec · f3 černý dáma · a2 bílý pěšec · f2 bílý pěšec · g2 bílý pěšec · h2 bílý pěšec · d1 bílý věž · g1 bílý král | b8 černý věž · f8 černý král · g8 černý věž · a7 černý pěšec · b7 černý střelec · c7 černý pěšec · d7 bílý střelec · e7 bílý střelec · f7 černý pěšec · h7 černý pěšec · b6 černý střelec · f6 bílý pěšec · c3 bílý pěšec · f3 černý dáma · a2 bílý pěšec · f2 bílý pěšec · g2 bílý pěšec · h2 bílý pěšec · d1 bílý věž · g1 bílý král | b8 černý věž · f8 černý král · g8 černý věž · a7 černý pěšec · b7 černý střelec · c7 černý pěšec · d7 bílý střelec · e7 bílý střelec · f7 černý pěšec · h7 černý pěšec · b6 černý střelec · f6 bílý pěšec · c3 bílý pěšec · f3 černý dáma · a2 bílý pěšec · f2 bílý pěšec · g2 bílý pěšec · h2 bílý pěšec · d1 bílý věž · g1 bílý král | b8 černý věž · f8 černý král · g8 černý věž · a7 černý pěšec · b7 černý střelec · c7 černý pěšec · d7 bílý střelec · e7 bílý střelec · f7 černý pěšec · h7 černý pěšec · b6 černý střelec · f6 bílý pěšec · c3 bílý pěšec · f3 černý dáma · a2 bílý pěšec · f2 bílý pěšec · g2 bílý pěšec · h2 bílý pěšec · d1 bílý věž · g1 bílý král | b8 černý věž · f8 černý král · g8 černý věž · a7 černý pěšec · b7 černý střelec · c7 černý pěšec · d7 bílý střelec · e7 bílý střelec · f7 černý pěšec · h7 černý pěšec · b6 černý střelec · f6 bílý pěšec · c3 bílý pěšec · f3 černý dáma · a2 bílý pěšec · f2 bílý pěšec · g2 bílý pěšec · h2 bílý pěšec · d1 bílý věž · g1 bílý král | b8 černý věž · f8 černý král · g8 černý věž · a7 černý pěšec · b7 černý střelec · c7 černý pěšec · d7 bílý střelec · e7 bílý střelec · f7 černý pěšec · h7 černý pěšec · b6 černý střelec · f6 bílý pěšec · c3 bílý pěšec · f3 černý dáma · a2 bílý pěšec · f2 bílý pěšec · g2 bílý pěšec · h2 bílý pěšec · d1 bílý věž · g1 bílý král | b8 černý věž · f8 černý král · g8 černý věž · a7 černý pěšec · b7 černý střelec · c7 černý pěšec · d7 bílý střelec · e7 bílý střelec · f7 černý pěšec · h7 černý pěšec · b6 černý střelec · f6 bílý pěšec · c3 bílý pěšec · f3 černý dáma · a2 bílý pěšec · f2 bílý pěšec · g2 bílý pěšec · h2 bílý pěšec · d1 bílý věž · g1 bílý král | b8 černý věž · f8 černý král · g8 černý věž · a7 černý pěšec · b7 černý střelec · c7 černý pěšec · d7 bílý střelec · e7 bílý střelec · f7 černý pěšec · h7 černý pěšec · b6 černý střelec · f6 bílý pěšec · c3 bílý pěšec · f3 černý dáma · a2 bílý pěšec · f2 bílý pěšec · g2 bílý pěšec · h2 bílý pěšec · d1 bílý věž · g1 bílý král | 1 |
|   | a | b | c | d | e | f | g | h |   |